# 알로사우루스
알로사우루스(라틴어: Allosaurus)는 후기 쥐라기(1억 5,600만 년 전~1억 4,500만 년 전)를 대표하는 대형 육식공룡이다. 알로사우루스라는 학명의 어원은 고대 그리스어(그리스어: αλλοςσαυρος)인데, 이 말은 특별한 도마뱀 또는 이상한 도마뱀이라는 뜻으로, 한자표기 이특룡(異特龍)은 여기서 비롯되었다. 미국의 고생물학자 오스니얼 찰스 마시가 알로사우루스속 화석을 처음으로 기재했다. 수각류 공룡 중 비교적 초기에 알려진 공룡 중 하나로, 그동안 여러 영화나 다큐멘터리에도 많이 등장했다.
알로사우루스는 큰 머리와 수많은 예리한 이빨을 가졌던 거대한 이족보행 육식공룡이다. 몸길이는 평균적으로 8.5m이고, 세 개의 발가락이 달린 앞다리는 거대하고, 몸의 균형은 길고 무거운 꼬리가 잡아주었다. 알로사우루스는 카르노사우루스하목의 알로사우루스과로 분류된다. 알로사우루스속은 상당히 복잡하게 분류되며, 이에 속하는 종의 정확한 숫자도 분명치 않다. 가장 잘 알려진 것은 알로사우루스 프라길리스(A. fragilis)이다. 이들 화석은 주로 북미의 모리슨층에서 발굴되며, 포르투갈과 탄자니아와 오스트레일리아에서도 발견되었다. 20세기 중반까지는 안트로데무스(학명: Antrodemus)로 알려졌지만, 알로사우루스가 유명해지는 계기가 된 클리블랜드 로이드 공룡 탐사 이후로는 현재 이름이 더 자주 쓰이고 있다.
생존 당시에는 중형 포식자로서 먹이사슬의 최고점에 있었다. 보통 아성체나 소형 용각류, 조각류, 검룡류와 같은 대형 초식공룡을 사냥했을 것으로 추정된다. 아성체나 소형 용각류 등을 사냥할 때 무리를 지어 조직적으로 사냥했다는 추정이 있지만, 이들이 사회적이라는 증거는 많지 않으며 심지어 자신들끼리 싸움을 했을 수도 있다. BBC 다큐 플래닛 다이노소어에서는 알로사우루스가 턱힘은 약하지만 목근육이 단단하고, 손도끼 형식으로 턱으로 상대의 등을 내리쳐 뼈를 박살내어 사냥했을 거라고 설명하며, 증거자료인 화석도 발견되었다.

## 생김새

인간과 비교한 알로사우루스들의 크기.
(큰 순서대로)
알로사우루스 암플렉수스
알로사우루스 프라길리스 최대종
알로사우루스 프라길리스 평균종
알로사우루스 빅 알

알로사우루스는 짧은 목에 큰 머리, 긴 꼬리와 짧은 앞다리를 가진 전형적으로 거대한 수각류 공룡이다. 가장 잘 알려진 종인 프라길리스는 평균 몸길이가 8.5m 정도였으며 가장 큰 것의 몸길이는 약 9m, 추정한 몸무게는 1.8t이었다. 제임스 매드슨은 1976년 자신의 논문에서 여러 가지 골격을 분석한 결과 최대 몸길이는 14m 정도까지 될 수도 있다고 하였다. 다른 공룡들처럼 체중 측정치는 다양하며, 1980년대 이후에는 1500킬로그램, 1000에서 4000킬로그램, 그리고 가장 흔한 몸무게는 1010킬로그램으로 추정되었다. 모리슨층의 전문가인 존 포스터는 성체 알로사우루스 프라길리스의 몸무게가 보통 1000킬로그램 정도라고 제안했지만, 여러 개체의 대퇴골을 통해 추정하면 700킬로그램이 된다고 하였다.
때로는 다른 속에 속하는 대형 화석을 알로사우루스로 오인하기도 한다. 몸길이가 11미터에 달하는 어떤 종은 막시무스로 알로사우루스속에 포함되었으나, 최근 연구 결과 이를 디플로도쿠스과의 용각류로 분류하였다. 알로사우루스속의 종이 에판테리아스속에 분류된 적도 있는데, 뉴멕시코에서 발견된 알로사우루스와 유사한 부분 화석은 사우로파가낙스속으로 분류되었다.

### 두개골

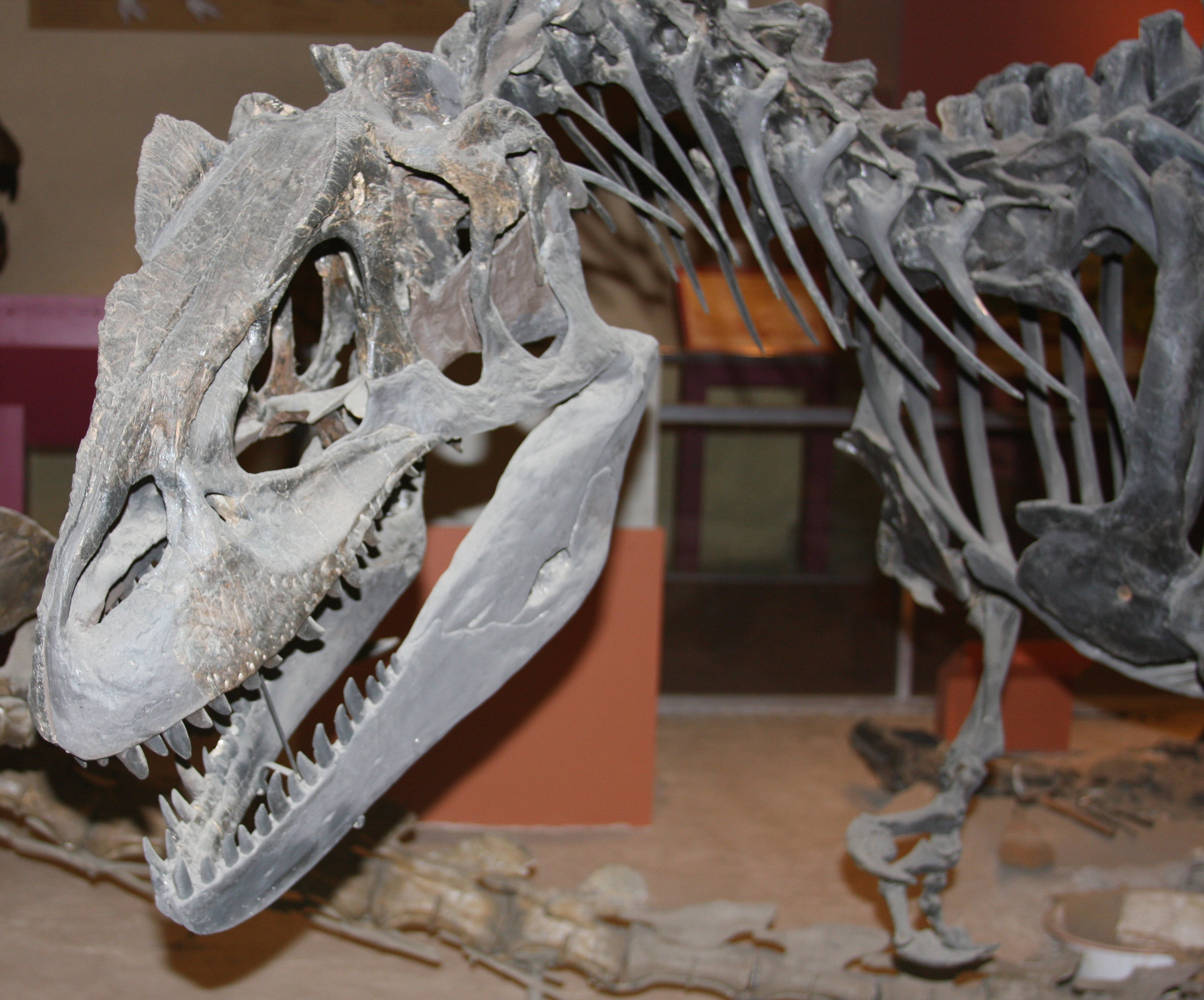
미국 국립 자연사 박물관의 알로사우루스 두개골

알로사우루스의 두개골과 이빨은 다른 수각류에 비해 비교적 비율이 잘 맞는다. 고생물학자 그레고리 S. 폴은 자신이 측정한 몸길이 7.9미터가량 되는 개체의 두개골 길이를 845밀리미터라고 하였다. 각 간악골(위턱뼈 앞부분의 바깥쪽 안쪽에 쌍으로 된 뼈)에는 D자 모양의 5개의 이빨이 있고, 각 턱뼈에는 14개에서 17개 정도의 이빨이 박혀있는데, 이빨의 개수가 뼈의 크기와 비례하지는 않는다. 각 치골에는 14에서 17개의 이빨이 있었으며, 평균적으로 16개의 이빨이 있었다. 두개골의 후면으로 갈수록 이빨은 짧고 가늘고 굽어지는 경향이 있다. 모든 이빨은 톱니와 같은 끝을 지니고 있었다. 이갈이는 계속 일어났으며, 그 자리에는 새로운 치아가 생겨나 많이 남아있는 화석이기도 하다.
두개골의 눈의 위와 앞에는 1쌍의 뿔이 있다. 두 뿔은 누골의 연장이며, 크기와 모양이 서로 다르다. 뿔은 아마 케라틴질 막으로 덮여 있었을 것으로 추정되며, 눈을 가리는 차양 역할, 구애용, 같은 종끼리의 싸움 등 다양한 기능을 가지고 있었을 것으로 보이나, 한편으로는 깨지기 쉬웠다. 두개골 천장 뒤쪽에는 티라노사우루스과에서도 볼 수 있는 등줄기가 있었다.
누골의 안쪽에는 예컨대 염류선과 같은 분비선이 있었을 것이다. 상악골 내에는 케라토사우루스와 마시오사우루스 같은 수각아목 공룡들에게 더 발달된 상악 부비동이 있는데, 이것은 야콥슨 기관과 비슷하게 후각과 관련이 있어 보인다. 두개의 천정은 얇았는데, 아마도 뇌의 체온조절을 위한 것으로 보인다. 두개골과 아래턱에는 움직일 수 있게 하기 위해 관절이 있었다. 앞쪽과 뒤쪽의 뼈들은 턱을 구부릴 수 있도록 관절로 연결되어 아래턱을 부정확하게 이등분하고 있고, 아마 두개와 앞머리뼈에도 관절이 있었을 것으로 보인다.

### 다른 부위의 뼈

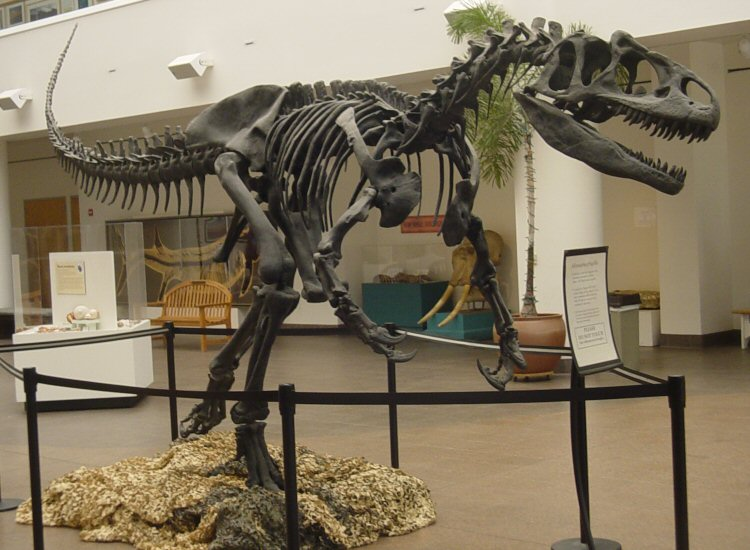
샌디에고 자연사 박물관 로비의 알로사우루스 뼈.

알로사우루스는 목에 9개, 등에 14개, 천골에 5개의 척추골을 가지고 있었다. 꼬리의 척추골 수는 불명이고 개개의 크기도 다양했다. 제임스 매드슨은 50개 가량으로 예상했고, 게오르기 폴은 이것도 많다고 여겨서 45개나 그 이하로 예측했다. 목과 등의 척추골 전방에는 빈 공간이 있었고, 현생 동물들(새라든지)에서도 발견되는 이런 공간들은 호흡에 쓰인 공기주머니로 보인다. 가슴은 넓고 원통형 흉곽이었고, 복부 늑골(배의 갈비)를 가지고 있었지만 이것들은 흔하게 발견되는 것이 아니며, 약간의 골화 현상이 있었을 수도 있다. 한 발표에 의하면, 복늑골은 개체가 살아 있었을 때 상해를 입었다는 증거가 될 수 있다. 창사골 (일명 위시본) 또한 존재했지만, 1996년이 되어서야 인정받았다. 몇몇 경우에 창사골이 복늑골과 혼동되기도 했다. 엉덩이의 중심 뼈인 장골은 육중했고, 치골에는 튀어나온 끝단이 있었는데 이는 근육을 연결시켜 주는 동시에 다리가 땅을 딛고 서 있을 수 있게 해 주는 받침대 역할을 했다. 매드슨은 클리블랜드 로이드 탐사에서 발견된 개체들 중 약 절반 정도가 크기에 관계없이 발 끝부분의 연모가 서로 결합되어 있지 않았다고 기술했다. 매드슨은 이것이 성적인 특징일 가능성이 있으며, 이는 암컷이 알을 품기 쉽도록 뼈가 붙어 있지 않은 것이라고 주장했다. 그러나 이 생각은 이후 지지를 별로 받지 못했다.

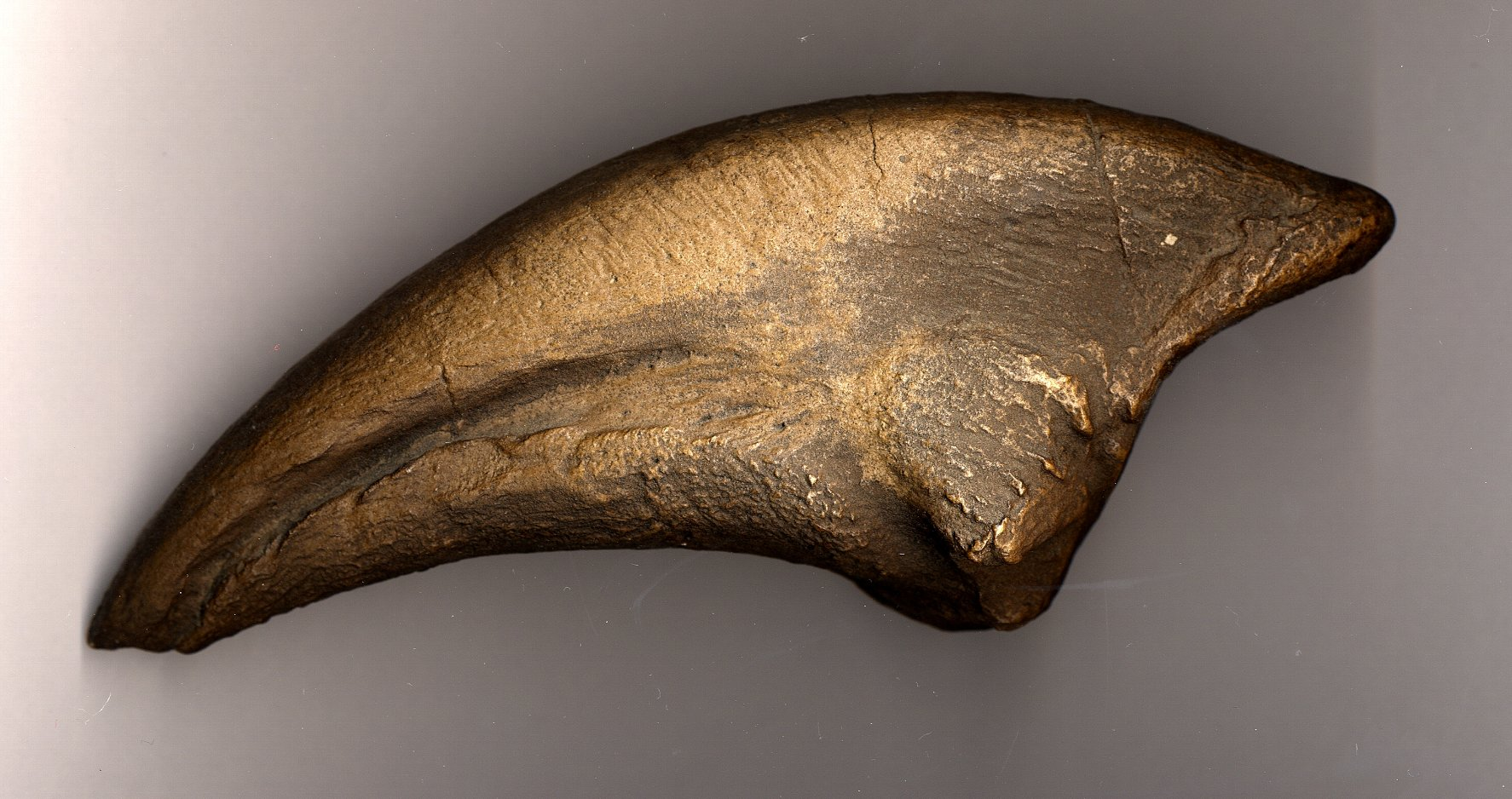
프라길리스의 고리 발톱

알로사우루스의 앞다리는 뒷다리에 비교해서 상대적으로 짧았고(다 큰 알로사우루스의 경우에는 뒷다리의 35% 정도 밖에 되지 않았다), 앞다리에 붙어있는 손가락 세 개에는 길고 강력하며 날카로운 뾰족한 발톱이 있었다. 앞다리는 엄청난 힘을 가지고 있었으며 아래팔은 위팔보다는 다소 짧았다.(상박골과 척골의 비율은 1 : 1.2) 손목은 손목뼈에 반월상연골판을 가지고 있었는데 이런 것은 마니랍토라와 같은 다른 수각류 공룡에게서도 발견된다. 앞다리 발가락은 세 개이며, 그 중 엄지발가락이 가장 크기가 컸고 다른 발가락들과는 갈라져 있었다.

## 분류

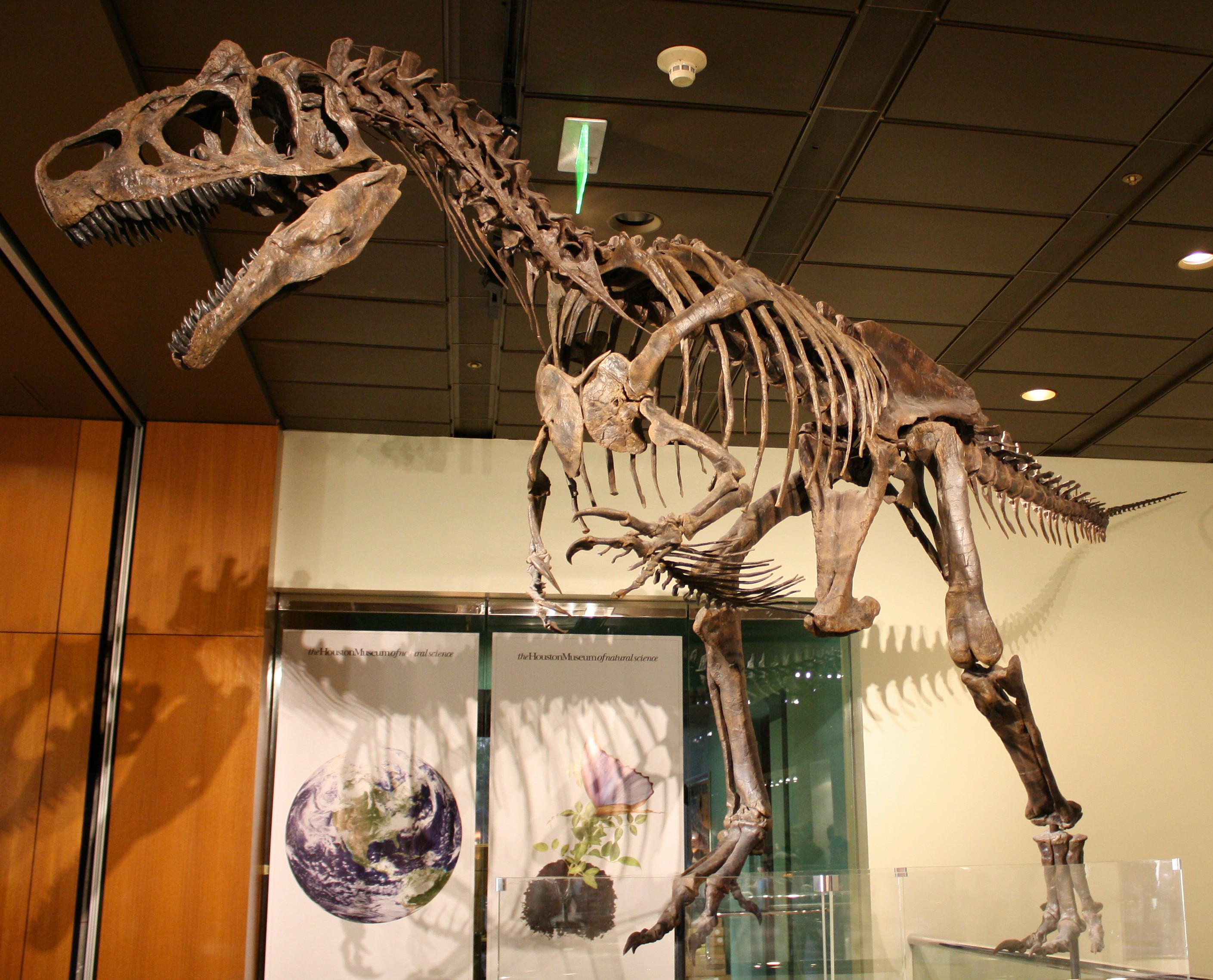
"Big Al II"의 뼈대

알로사우루스는 카르노사우루스하목에 속하는 거대한 수각류 공룡들의 과인 알로사우루스과에 속했다. 알로사우루스속의 공룡들이 속하는 알로사우루스과는 1878년에 오스니얼 찰스 마시가 명명했만, 이 용어는 메갈로사우루스과에 밀려 1970년대까지 쓰이지 않았다. 따라서 1976년 제임스 메드슨의 논문 이전 출판물에서 알로사우루스에 대한 정보를 얻기 위해서는 안트로데무스, 알로사우루스와 더불어 카르노사우루스에 대한 출판물을 검색하는 것도 중요하다. 알로사우루스과보다 메갈로사우루스과라는 명칭을 선호한 저명한 학자로는 1920년의 찰스 휘트니 길모어, 1926년의 프리드리히 폰 후에네, 1956년의 알프레드 셔우드 로머, 1966년의 스틸 (Steel), 1970년과 1964년의 앨릭 워커 등이 있다.
매드슨의 영향력 있는 논문에 따르면, 알로사우루스는 주로 과로 분류되었지만, 알로사우루스과는 확실히 정의된 과는 아니었다. 보통 준전문적인 작품들에서는 ‘알로사우루스과’를 메갈로사우루스과보다 크고 잘 알려진 다양한 거대 수각류들을 가리키는 용어로 사용했다. 알로사우루스와 근연된다고 생각되었던 전형적인 수각류로는 인도사우루스, 피아트니츠키사우루스, 피베테아우사우루스, 양추아노사우루스, 아크로칸토사우루스, 키란테사우루스, 콤프소수쿠스, 스토케소사우루스, 스제추아노사우루스가 있다. 현재는 수각류의 다양성에 대한 현대 지식과 진화적 유연 관계의 계통발생학적 연구의 도래로 이들 수각류 중 대부분은 알로사우루스과로 분류되지 않는다. 다만 아크로칸토사우루스와 양추아노사우루스는 근연과에 속한다.

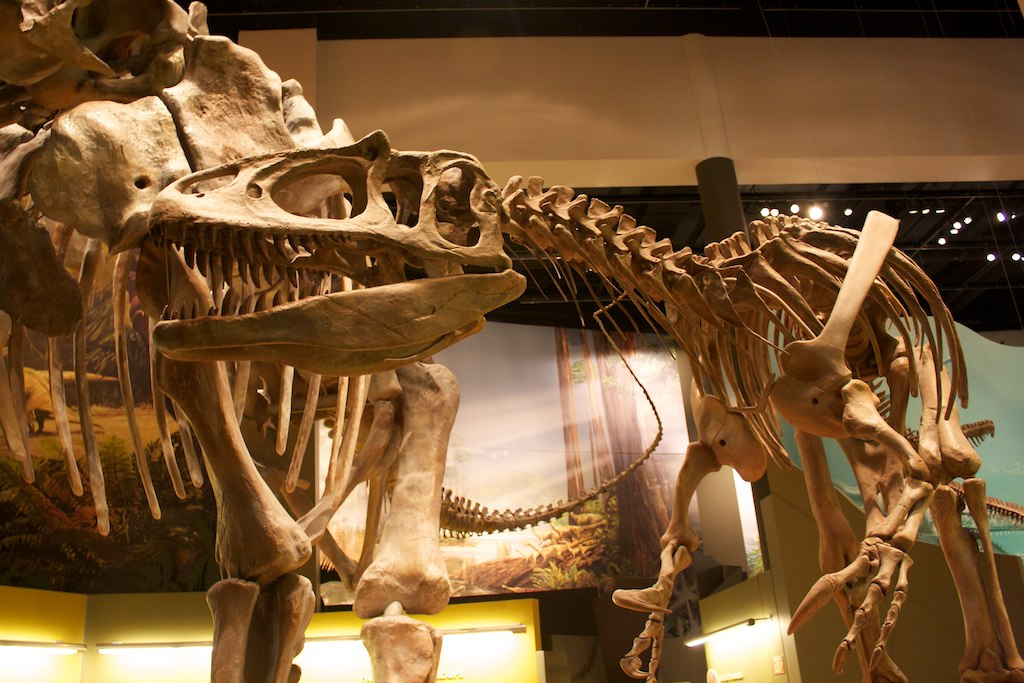
Saurophaganax 또는 A. maximus

아래는 2010년 벤슨의 분기도이다.

|  | 네오베나토르(Neovenator)                                                             |
|  |                                                                                      |
|  | \| \| 후쿠이랍토르(Fukuiraptor) \| \| \| \| \| \| 메가랍토르(Megaraptor) \| \| \| \| |
|  |                                                                                      |
|  | 후쿠이랍토르(Fukuiraptor)                                                            |
|  |                                                                                      |
|  | 메가랍토르(Megaraptor)                                                               |
|  |                                                                                      |

|  | 후쿠이랍토르(Fukuiraptor) |
|  |                           |
|  | 메가랍토르(Megaraptor)    |
|  |                           |

|  | 티란노티탄(Tyrannotitan) |
|  | |
|  | \| \| 카르카로돈토사우루스(Carcharodontosaurus) \| \| \| \| \| \| 기가노토사우루스(Giganotosaurus) \| \| \| \| \| \| 마푸사우루스(Mapusaurus) \| \| \| \| |
|  | |
|  | 카르카로돈토사우루스(Carcharodontosaurus) |
|  | |
|  | 기가노토사우루스(Giganotosaurus) |
|  | |
|  | 마푸사우루스(Mapusaurus) |
|  | |

|  | 카르카로돈토사우루스(Carcharodontosaurus) |
|  |                                           |
|  | 기가노토사우루스(Giganotosaurus)          |
|  |                                           |
|  | 마푸사우루스(Mapusaurus)                  |
|  |                                           |

|  | 티란노티탄(Tyrannotitan) |
|  | |
|  | \| \| 카르카로돈토사우루스(Carcharodontosaurus) \| \| \| \| \| \| 기가노토사우루스(Giganotosaurus) \| \| \| \| \| \| 마푸사우루스(Mapusaurus) \| \| \| \| |
|  | |
|  | 카르카로돈토사우루스(Carcharodontosaurus) |
|  | |
|  | 기가노토사우루스(Giganotosaurus) |
|  | |
|  | 마푸사우루스(Mapusaurus) |
|  | |

|  | 카르카로돈토사우루스(Carcharodontosaurus) |
|  |                                           |
|  | 기가노토사우루스(Giganotosaurus)          |
|  |                                           |
|  | 마푸사우루스(Mapusaurus)                  |
|  |                                           |

|  | 티란노티탄(Tyrannotitan) |
|  | |
|  | \| \| 카르카로돈토사우루스(Carcharodontosaurus) \| \| \| \| \| \| 기가노토사우루스(Giganotosaurus) \| \| \| \| \| \| 마푸사우루스(Mapusaurus) \| \| \| \| |
|  | |
|  | 카르카로돈토사우루스(Carcharodontosaurus) |
|  | |
|  | 기가노토사우루스(Giganotosaurus) |
|  | |
|  | 마푸사우루스(Mapusaurus) |
|  | |

|  | 카르카로돈토사우루스(Carcharodontosaurus) |
|  |                                           |
|  | 기가노토사우루스(Giganotosaurus)          |
|  |                                           |
|  | 마푸사우루스(Mapusaurus)                  |
|  |                                           |

|  | 티란노티탄(Tyrannotitan) |
|  | |
|  | \| \| 카르카로돈토사우루스(Carcharodontosaurus) \| \| \| \| \| \| 기가노토사우루스(Giganotosaurus) \| \| \| \| \| \| 마푸사우루스(Mapusaurus) \| \| \| \| |
|  | |
|  | 카르카로돈토사우루스(Carcharodontosaurus) |
|  | |
|  | 기가노토사우루스(Giganotosaurus) |
|  | |
|  | 마푸사우루스(Mapusaurus) |
|  | |

|  | 카르카로돈토사우루스(Carcharodontosaurus) |
|  |                                           |
|  | 기가노토사우루스(Giganotosaurus)          |
|  |                                           |
|  | 마푸사우루스(Mapusaurus)                  |
|  |                                           |

|  | 티란노티탄(Tyrannotitan) |
|  | |
|  | \| \| 카르카로돈토사우루스(Carcharodontosaurus) \| \| \| \| \| \| 기가노토사우루스(Giganotosaurus) \| \| \| \| \| \| 마푸사우루스(Mapusaurus) \| \| \| \| |
|  | |
|  | 카르카로돈토사우루스(Carcharodontosaurus) |
|  | |
|  | 기가노토사우루스(Giganotosaurus) |
|  | |
|  | 마푸사우루스(Mapusaurus) |
|  | |

|  | 카르카로돈토사우루스(Carcharodontosaurus) |
|  |                                           |
|  | 기가노토사우루스(Giganotosaurus)          |
|  |                                           |
|  | 마푸사우루스(Mapusaurus)                  |
|  |                                           |

|  | 티란노티탄(Tyrannotitan) |
|  | |
|  | \| \| 카르카로돈토사우루스(Carcharodontosaurus) \| \| \| \| \| \| 기가노토사우루스(Giganotosaurus) \| \| \| \| \| \| 마푸사우루스(Mapusaurus) \| \| \| \| |
|  | |
|  | 카르카로돈토사우루스(Carcharodontosaurus) |
|  | |
|  | 기가노토사우루스(Giganotosaurus) |
|  | |
|  | 마푸사우루스(Mapusaurus) |
|  | |

|  | 카르카로돈토사우루스(Carcharodontosaurus) |
|  |                                           |
|  | 기가노토사우루스(Giganotosaurus)          |
|  |                                           |
|  | 마푸사우루스(Mapusaurus)                  |
|  |                                           |

|  | 티란노티탄(Tyrannotitan) |
|  | |
|  | \| \| 카르카로돈토사우루스(Carcharodontosaurus) \| \| \| \| \| \| 기가노토사우루스(Giganotosaurus) \| \| \| \| \| \| 마푸사우루스(Mapusaurus) \| \| \| \| |
|  | |
|  | 카르카로돈토사우루스(Carcharodontosaurus) |
|  | |
|  | 기가노토사우루스(Giganotosaurus) |
|  | |
|  | 마푸사우루스(Mapusaurus) |
|  | |

|  | 카르카로돈토사우루스(Carcharodontosaurus) |
|  |                                           |
|  | 기가노토사우루스(Giganotosaurus)          |
|  |                                           |
|  | 마푸사우루스(Mapusaurus)                  |
|  |                                           |

|  | 티란노티탄(Tyrannotitan) |
|  | |
|  | \| \| 카르카로돈토사우루스(Carcharodontosaurus) \| \| \| \| \| \| 기가노토사우루스(Giganotosaurus) \| \| \| \| \| \| 마푸사우루스(Mapusaurus) \| \| \| \| |
|  | |
|  | 카르카로돈토사우루스(Carcharodontosaurus) |
|  | |
|  | 기가노토사우루스(Giganotosaurus) |
|  | |
|  | 마푸사우루스(Mapusaurus) |
|  | |

|  | 카르카로돈토사우루스(Carcharodontosaurus) |
|  |                                           |
|  | 기가노토사우루스(Giganotosaurus)          |
|  |                                           |
|  | 마푸사우루스(Mapusaurus)                  |
|  |                                           |

|  | 네오베나토르(Neovenator)                                                             |
|  |                                                                                      |
|  | \| \| 후쿠이랍토르(Fukuiraptor) \| \| \| \| \| \| 메가랍토르(Megaraptor) \| \| \| \| |
|  |                                                                                      |
|  | 후쿠이랍토르(Fukuiraptor)                                                            |
|  |                                                                                      |
|  | 메가랍토르(Megaraptor)                                                               |
|  |                                                                                      |

|  | 후쿠이랍토르(Fukuiraptor) |
|  |                           |
|  | 메가랍토르(Megaraptor)    |
|  |                           |

|  | 티란노티탄(Tyrannotitan) |
|  | |
|  | \| \| 카르카로돈토사우루스(Carcharodontosaurus) \| \| \| \| \| \| 기가노토사우루스(Giganotosaurus) \| \| \| \| \| \| 마푸사우루스(Mapusaurus) \| \| \| \| |
|  | |
|  | 카르카로돈토사우루스(Carcharodontosaurus) |
|  | |
|  | 기가노토사우루스(Giganotosaurus) |
|  | |
|  | 마푸사우루스(Mapusaurus) |
|  | |

|  | 카르카로돈토사우루스(Carcharodontosaurus) |
|  |                                           |
|  | 기가노토사우루스(Giganotosaurus)          |
|  |                                           |
|  | 마푸사우루스(Mapusaurus)                  |
|  |                                           |

|  | 티란노티탄(Tyrannotitan) |
|  | |
|  | \| \| 카르카로돈토사우루스(Carcharodontosaurus) \| \| \| \| \| \| 기가노토사우루스(Giganotosaurus) \| \| \| \| \| \| 마푸사우루스(Mapusaurus) \| \| \| \| |
|  | |
|  | 카르카로돈토사우루스(Carcharodontosaurus) |
|  | |
|  | 기가노토사우루스(Giganotosaurus) |
|  | |
|  | 마푸사우루스(Mapusaurus) |
|  | |

|  | 카르카로돈토사우루스(Carcharodontosaurus) |
|  |                                           |
|  | 기가노토사우루스(Giganotosaurus)          |
|  |                                           |
|  | 마푸사우루스(Mapusaurus)                  |
|  |                                           |

|  | 티란노티탄(Tyrannotitan) |
|  | |
|  | \| \| 카르카로돈토사우루스(Carcharodontosaurus) \| \| \| \| \| \| 기가노토사우루스(Giganotosaurus) \| \| \| \| \| \| 마푸사우루스(Mapusaurus) \| \| \| \| |
|  | |
|  | 카르카로돈토사우루스(Carcharodontosaurus) |
|  | |
|  | 기가노토사우루스(Giganotosaurus) |
|  | |
|  | 마푸사우루스(Mapusaurus) |
|  | |

|  | 카르카로돈토사우루스(Carcharodontosaurus) |
|  |                                           |
|  | 기가노토사우루스(Giganotosaurus)          |
|  |                                           |
|  | 마푸사우루스(Mapusaurus)                  |
|  |                                           |

|  | 티란노티탄(Tyrannotitan) |
|  | |
|  | \| \| 카르카로돈토사우루스(Carcharodontosaurus) \| \| \| \| \| \| 기가노토사우루스(Giganotosaurus) \| \| \| \| \| \| 마푸사우루스(Mapusaurus) \| \| \| \| |
|  | |
|  | 카르카로돈토사우루스(Carcharodontosaurus) |
|  | |
|  | 기가노토사우루스(Giganotosaurus) |
|  | |
|  | 마푸사우루스(Mapusaurus) |
|  | |

|  | 카르카로돈토사우루스(Carcharodontosaurus) |
|  |                                           |
|  | 기가노토사우루스(Giganotosaurus)          |
|  |                                           |
|  | 마푸사우루스(Mapusaurus)                  |
|  |                                           |

|  | 티란노티탄(Tyrannotitan) |
|  | |
|  | \| \| 카르카로돈토사우루스(Carcharodontosaurus) \| \| \| \| \| \| 기가노토사우루스(Giganotosaurus) \| \| \| \| \| \| 마푸사우루스(Mapusaurus) \| \| \| \| |
|  | |
|  | 카르카로돈토사우루스(Carcharodontosaurus) |
|  | |
|  | 기가노토사우루스(Giganotosaurus) |
|  | |
|  | 마푸사우루스(Mapusaurus) |
|  | |

|  | 카르카로돈토사우루스(Carcharodontosaurus) |
|  |                                           |
|  | 기가노토사우루스(Giganotosaurus)          |
|  |                                           |
|  | 마푸사우루스(Mapusaurus)                  |
|  |                                           |

|  | 티란노티탄(Tyrannotitan) |
|  | |
|  | \| \| 카르카로돈토사우루스(Carcharodontosaurus) \| \| \| \| \| \| 기가노토사우루스(Giganotosaurus) \| \| \| \| \| \| 마푸사우루스(Mapusaurus) \| \| \| \| |
|  | |
|  | 카르카로돈토사우루스(Carcharodontosaurus) |
|  | |
|  | 기가노토사우루스(Giganotosaurus) |
|  | |
|  | 마푸사우루스(Mapusaurus) |
|  | |

|  | 카르카로돈토사우루스(Carcharodontosaurus) |
|  |                                           |
|  | 기가노토사우루스(Giganotosaurus)          |
|  |                                           |
|  | 마푸사우루스(Mapusaurus)                  |
|  |                                           |

|  | 티란노티탄(Tyrannotitan) |
|  | |
|  | \| \| 카르카로돈토사우루스(Carcharodontosaurus) \| \| \| \| \| \| 기가노토사우루스(Giganotosaurus) \| \| \| \| \| \| 마푸사우루스(Mapusaurus) \| \| \| \| |
|  | |
|  | 카르카로돈토사우루스(Carcharodontosaurus) |
|  | |
|  | 기가노토사우루스(Giganotosaurus) |
|  | |
|  | 마푸사우루스(Mapusaurus) |
|  | |

|  | 카르카로돈토사우루스(Carcharodontosaurus) |
|  |                                           |
|  | 기가노토사우루스(Giganotosaurus)          |
|  |                                           |
|  | 마푸사우루스(Mapusaurus)                  |
|  |                                           |

|  | 티란노티탄(Tyrannotitan) |
|  | |
|  | \| \| 카르카로돈토사우루스(Carcharodontosaurus) \| \| \| \| \| \| 기가노토사우루스(Giganotosaurus) \| \| \| \| \| \| 마푸사우루스(Mapusaurus) \| \| \| \| |
|  | |
|  | 카르카로돈토사우루스(Carcharodontosaurus) |
|  | |
|  | 기가노토사우루스(Giganotosaurus) |
|  | |
|  | 마푸사우루스(Mapusaurus) |
|  | |

|  | 카르카로돈토사우루스(Carcharodontosaurus) |
|  |                                           |
|  | 기가노토사우루스(Giganotosaurus)          |
|  |                                           |
|  | 마푸사우루스(Mapusaurus)                  |
|  |                                           |

|  | 네오베나토르(Neovenator)                                                             |
|  |                                                                                      |
|  | \| \| 후쿠이랍토르(Fukuiraptor) \| \| \| \| \| \| 메가랍토르(Megaraptor) \| \| \| \| |
|  |                                                                                      |
|  | 후쿠이랍토르(Fukuiraptor)                                                            |
|  |                                                                                      |
|  | 메가랍토르(Megaraptor)                                                               |
|  |                                                                                      |

|  | 후쿠이랍토르(Fukuiraptor) |
|  |                           |
|  | 메가랍토르(Megaraptor)    |
|  |                           |

|  | 티란노티탄(Tyrannotitan) |
|  | |
|  | \| \| 카르카로돈토사우루스(Carcharodontosaurus) \| \| \| \| \| \| 기가노토사우루스(Giganotosaurus) \| \| \| \| \| \| 마푸사우루스(Mapusaurus) \| \| \| \| |
|  | |
|  | 카르카로돈토사우루스(Carcharodontosaurus) |
|  | |
|  | 기가노토사우루스(Giganotosaurus) |
|  | |
|  | 마푸사우루스(Mapusaurus) |
|  | |

|  | 카르카로돈토사우루스(Carcharodontosaurus) |
|  |                                           |
|  | 기가노토사우루스(Giganotosaurus)          |
|  |                                           |
|  | 마푸사우루스(Mapusaurus)                  |
|  |                                           |

|  | 티란노티탄(Tyrannotitan) |
|  | |
|  | \| \| 카르카로돈토사우루스(Carcharodontosaurus) \| \| \| \| \| \| 기가노토사우루스(Giganotosaurus) \| \| \| \| \| \| 마푸사우루스(Mapusaurus) \| \| \| \| |
|  | |
|  | 카르카로돈토사우루스(Carcharodontosaurus) |
|  | |
|  | 기가노토사우루스(Giganotosaurus) |
|  | |
|  | 마푸사우루스(Mapusaurus) |
|  | |

|  | 카르카로돈토사우루스(Carcharodontosaurus) |
|  |                                           |
|  | 기가노토사우루스(Giganotosaurus)          |
|  |                                           |
|  | 마푸사우루스(Mapusaurus)                  |
|  |                                           |

|  | 티란노티탄(Tyrannotitan) |
|  | |
|  | \| \| 카르카로돈토사우루스(Carcharodontosaurus) \| \| \| \| \| \| 기가노토사우루스(Giganotosaurus) \| \| \| \| \| \| 마푸사우루스(Mapusaurus) \| \| \| \| |
|  | |
|  | 카르카로돈토사우루스(Carcharodontosaurus) |
|  | |
|  | 기가노토사우루스(Giganotosaurus) |
|  | |
|  | 마푸사우루스(Mapusaurus) |
|  | |

|  | 카르카로돈토사우루스(Carcharodontosaurus) |
|  |                                           |
|  | 기가노토사우루스(Giganotosaurus)          |
|  |                                           |
|  | 마푸사우루스(Mapusaurus)                  |
|  |                                           |

|  | 티란노티탄(Tyrannotitan) |
|  | |
|  | \| \| 카르카로돈토사우루스(Carcharodontosaurus) \| \| \| \| \| \| 기가노토사우루스(Giganotosaurus) \| \| \| \| \| \| 마푸사우루스(Mapusaurus) \| \| \| \| |
|  | |
|  | 카르카로돈토사우루스(Carcharodontosaurus) |
|  | |
|  | 기가노토사우루스(Giganotosaurus) |
|  | |
|  | 마푸사우루스(Mapusaurus) |
|  | |

|  | 카르카로돈토사우루스(Carcharodontosaurus) |
|  |                                           |
|  | 기가노토사우루스(Giganotosaurus)          |
|  |                                           |
|  | 마푸사우루스(Mapusaurus)                  |
|  |                                           |

|  | 티란노티탄(Tyrannotitan) |
|  | |
|  | \| \| 카르카로돈토사우루스(Carcharodontosaurus) \| \| \| \| \| \| 기가노토사우루스(Giganotosaurus) \| \| \| \| \| \| 마푸사우루스(Mapusaurus) \| \| \| \| |
|  | |
|  | 카르카로돈토사우루스(Carcharodontosaurus) |
|  | |
|  | 기가노토사우루스(Giganotosaurus) |
|  | |
|  | 마푸사우루스(Mapusaurus) |
|  | |

|  | 카르카로돈토사우루스(Carcharodontosaurus) |
|  |                                           |
|  | 기가노토사우루스(Giganotosaurus)          |
|  |                                           |
|  | 마푸사우루스(Mapusaurus)                  |
|  |                                           |

|  | 티란노티탄(Tyrannotitan) |
|  | |
|  | \| \| 카르카로돈토사우루스(Carcharodontosaurus) \| \| \| \| \| \| 기가노토사우루스(Giganotosaurus) \| \| \| \| \| \| 마푸사우루스(Mapusaurus) \| \| \| \| |
|  | |
|  | 카르카로돈토사우루스(Carcharodontosaurus) |
|  | |
|  | 기가노토사우루스(Giganotosaurus) |
|  | |
|  | 마푸사우루스(Mapusaurus) |
|  | |

|  | 카르카로돈토사우루스(Carcharodontosaurus) |
|  |                                           |
|  | 기가노토사우루스(Giganotosaurus)          |
|  |                                           |
|  | 마푸사우루스(Mapusaurus)                  |
|  |                                           |

|  | 티란노티탄(Tyrannotitan) |
|  | |
|  | \| \| 카르카로돈토사우루스(Carcharodontosaurus) \| \| \| \| \| \| 기가노토사우루스(Giganotosaurus) \| \| \| \| \| \| 마푸사우루스(Mapusaurus) \| \| \| \| |
|  | |
|  | 카르카로돈토사우루스(Carcharodontosaurus) |
|  | |
|  | 기가노토사우루스(Giganotosaurus) |
|  | |
|  | 마푸사우루스(Mapusaurus) |
|  | |

|  | 카르카로돈토사우루스(Carcharodontosaurus) |
|  |                                           |
|  | 기가노토사우루스(Giganotosaurus)          |
|  |                                           |
|  | 마푸사우루스(Mapusaurus)                  |
|  |                                           |

|  | 티란노티탄(Tyrannotitan) |
|  | |
|  | \| \| 카르카로돈토사우루스(Carcharodontosaurus) \| \| \| \| \| \| 기가노토사우루스(Giganotosaurus) \| \| \| \| \| \| 마푸사우루스(Mapusaurus) \| \| \| \| |
|  | |
|  | 카르카로돈토사우루스(Carcharodontosaurus) |
|  | |
|  | 기가노토사우루스(Giganotosaurus) |
|  | |
|  | 마푸사우루스(Mapusaurus) |
|  | |

|  | 카르카로돈토사우루스(Carcharodontosaurus) |
|  |                                           |
|  | 기가노토사우루스(Giganotosaurus)          |
|  |                                           |
|  | 마푸사우루스(Mapusaurus)                  |
|  |                                           |

|  | 네오베나토르(Neovenator)                                                             |
|  |                                                                                      |
|  | \| \| 후쿠이랍토르(Fukuiraptor) \| \| \| \| \| \| 메가랍토르(Megaraptor) \| \| \| \| |
|  |                                                                                      |
|  | 후쿠이랍토르(Fukuiraptor)                                                            |
|  |                                                                                      |
|  | 메가랍토르(Megaraptor)                                                               |
|  |                                                                                      |

|  | 후쿠이랍토르(Fukuiraptor) |
|  |                           |
|  | 메가랍토르(Megaraptor)    |
|  |                           |

|  | 티란노티탄(Tyrannotitan) |
|  | |
|  | \| \| 카르카로돈토사우루스(Carcharodontosaurus) \| \| \| \| \| \| 기가노토사우루스(Giganotosaurus) \| \| \| \| \| \| 마푸사우루스(Mapusaurus) \| \| \| \| |
|  | |
|  | 카르카로돈토사우루스(Carcharodontosaurus) |
|  | |
|  | 기가노토사우루스(Giganotosaurus) |
|  | |
|  | 마푸사우루스(Mapusaurus) |
|  | |

|  | 카르카로돈토사우루스(Carcharodontosaurus) |
|  |                                           |
|  | 기가노토사우루스(Giganotosaurus)          |
|  |                                           |
|  | 마푸사우루스(Mapusaurus)                  |
|  |                                           |

|  | 티란노티탄(Tyrannotitan) |
|  | |
|  | \| \| 카르카로돈토사우루스(Carcharodontosaurus) \| \| \| \| \| \| 기가노토사우루스(Giganotosaurus) \| \| \| \| \| \| 마푸사우루스(Mapusaurus) \| \| \| \| |
|  | |
|  | 카르카로돈토사우루스(Carcharodontosaurus) |
|  | |
|  | 기가노토사우루스(Giganotosaurus) |
|  | |
|  | 마푸사우루스(Mapusaurus) |
|  | |

|  | 카르카로돈토사우루스(Carcharodontosaurus) |
|  |                                           |
|  | 기가노토사우루스(Giganotosaurus)          |
|  |                                           |
|  | 마푸사우루스(Mapusaurus)                  |
|  |                                           |

|  | 티란노티탄(Tyrannotitan) |
|  | |
|  | \| \| 카르카로돈토사우루스(Carcharodontosaurus) \| \| \| \| \| \| 기가노토사우루스(Giganotosaurus) \| \| \| \| \| \| 마푸사우루스(Mapusaurus) \| \| \| \| |
|  | |
|  | 카르카로돈토사우루스(Carcharodontosaurus) |
|  | |
|  | 기가노토사우루스(Giganotosaurus) |
|  | |
|  | 마푸사우루스(Mapusaurus) |
|  | |

|  | 카르카로돈토사우루스(Carcharodontosaurus) |
|  |                                           |
|  | 기가노토사우루스(Giganotosaurus)          |
|  |                                           |
|  | 마푸사우루스(Mapusaurus)                  |
|  |                                           |

|  | 티란노티탄(Tyrannotitan) |
|  | |
|  | \| \| 카르카로돈토사우루스(Carcharodontosaurus) \| \| \| \| \| \| 기가노토사우루스(Giganotosaurus) \| \| \| \| \| \| 마푸사우루스(Mapusaurus) \| \| \| \| |
|  | |
|  | 카르카로돈토사우루스(Carcharodontosaurus) |
|  | |
|  | 기가노토사우루스(Giganotosaurus) |
|  | |
|  | 마푸사우루스(Mapusaurus) |
|  | |

|  | 카르카로돈토사우루스(Carcharodontosaurus) |
|  |                                           |
|  | 기가노토사우루스(Giganotosaurus)          |
|  |                                           |
|  | 마푸사우루스(Mapusaurus)                  |
|  |                                           |

|  | 티란노티탄(Tyrannotitan) |
|  | |
|  | \| \| 카르카로돈토사우루스(Carcharodontosaurus) \| \| \| \| \| \| 기가노토사우루스(Giganotosaurus) \| \| \| \| \| \| 마푸사우루스(Mapusaurus) \| \| \| \| |
|  | |
|  | 카르카로돈토사우루스(Carcharodontosaurus) |
|  | |
|  | 기가노토사우루스(Giganotosaurus) |
|  | |
|  | 마푸사우루스(Mapusaurus) |
|  | |

|  | 카르카로돈토사우루스(Carcharodontosaurus) |
|  |                                           |
|  | 기가노토사우루스(Giganotosaurus)          |
|  |                                           |
|  | 마푸사우루스(Mapusaurus)                  |
|  |                                           |

|  | 티란노티탄(Tyrannotitan) |
|  | |
|  | \| \| 카르카로돈토사우루스(Carcharodontosaurus) \| \| \| \| \| \| 기가노토사우루스(Giganotosaurus) \| \| \| \| \| \| 마푸사우루스(Mapusaurus) \| \| \| \| |
|  | |
|  | 카르카로돈토사우루스(Carcharodontosaurus) |
|  | |
|  | 기가노토사우루스(Giganotosaurus) |
|  | |
|  | 마푸사우루스(Mapusaurus) |
|  | |

|  | 카르카로돈토사우루스(Carcharodontosaurus) |
|  |                                           |
|  | 기가노토사우루스(Giganotosaurus)          |
|  |                                           |
|  | 마푸사우루스(Mapusaurus)                  |
|  |                                           |

|  | 티란노티탄(Tyrannotitan) |
|  | |
|  | \| \| 카르카로돈토사우루스(Carcharodontosaurus) \| \| \| \| \| \| 기가노토사우루스(Giganotosaurus) \| \| \| \| \| \| 마푸사우루스(Mapusaurus) \| \| \| \| |
|  | |
|  | 카르카로돈토사우루스(Carcharodontosaurus) |
|  | |
|  | 기가노토사우루스(Giganotosaurus) |
|  | |
|  | 마푸사우루스(Mapusaurus) |
|  | |

|  | 카르카로돈토사우루스(Carcharodontosaurus) |
|  |                                           |
|  | 기가노토사우루스(Giganotosaurus)          |
|  |                                           |
|  | 마푸사우루스(Mapusaurus)                  |
|  |                                           |

|  | 티란노티탄(Tyrannotitan) |
|  | |
|  | \| \| 카르카로돈토사우루스(Carcharodontosaurus) \| \| \| \| \| \| 기가노토사우루스(Giganotosaurus) \| \| \| \| \| \| 마푸사우루스(Mapusaurus) \| \| \| \| |
|  | |
|  | 카르카로돈토사우루스(Carcharodontosaurus) |
|  | |
|  | 기가노토사우루스(Giganotosaurus) |
|  | |
|  | 마푸사우루스(Mapusaurus) |
|  | |

|  | 카르카로돈토사우루스(Carcharodontosaurus) |
|  |                                           |
|  | 기가노토사우루스(Giganotosaurus)          |
|  |                                           |
|  | 마푸사우루스(Mapusaurus)                  |
|  |                                           |

알로사우루스과는 카르노사우루스하목의 세 하위 과 중 하나이다. 다른 둘은 카르카돈토사우루스과와 신랍토르과이다. 알로사우루스과는 이따금 티란노사우루스과의 조상으로 여겨지기도 했다. 그런 견해의 최근의 예가 그레고리 폴의 《세계의 육식 공룡》 인데, 알로사우루스와 연관이 없는 코일루로사우루스류에 티라노사우루스가 속한다는 것이 확인되면서 기각되었다.
알로사우루스과는 카르노사우루스하목에서 가장 작은 과인데, 최근의 연구에서는 에판테리아스와 아직 명명되지 않은 프랑스의 알로사우루스상과만이 알로사우루스의 정확한 근연속으로 인정된다. 또 다른 알로사우루스과로 여겨졌던 사우로파가낙스는 대부분의 화석이 디플로도쿠스과의 것임이 밝혀지고, 나머지 화석들은 알로사우루스의 새로운 아종, 알로사우루스 아낙스(A.anax)로 명명되었다.

## 발견과 역사

### 발견과 초기 연구

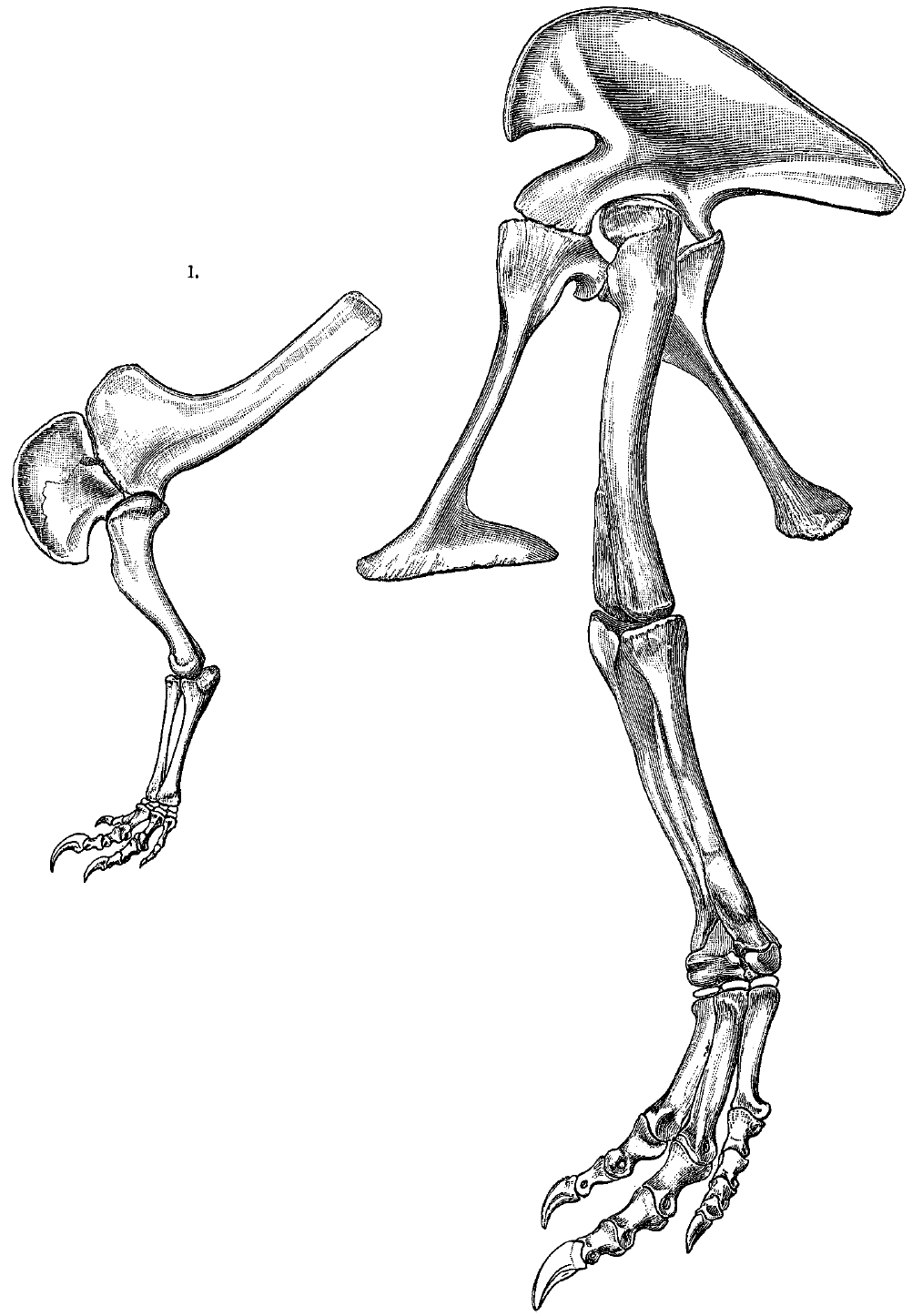
1884년에 O. C. 마시가 알로사우루스 프라길리스(A. fragilis)로 명명한 표본을 바탕으로 복원한 골반뼈 및 뒷다리뼈.

알로사우루스의 발굴과 연구는 1800년대 말에 명칭을 두고 벌여진 공룡 화석 전쟁 때문에 순탄하지 못했다. 처음으로 명명된 표본은 퍼디낸드 헤이든이 간접적으로 발견했으며, 채취된 장소는 그랜비 인근 미들파크였다. 아마 모리슨층의 암석에서 발견되었을 것으로 추측된다. 지역주민들은 발굴전에 화석을 “석화된 말발굽”으로 여겼다. 헤이든은 획득한 표본을 조지프 레이디에 넘겼으며, 레이디는 이를 척추동물의 꼬리의 일부로 확신하고 유럽공룡의 일종인 포에키로프르우론의 일종인 ‘포이시로플레우론 발렌스’(Poicilopleuron valens)라는 이름을 붙였다. 그는 이후 이들을 안트로데무스(Antrodemus)라는 속에 분류하였다.
알로사우루스의 완모식표본은 세 척추골, 갈비뼈 조각, 이빨, 발뼈, 그리고 이후의 토론에서 가장 많이 거론된 오른쪽 상완골 모양의 뼈(사실 앞발뼈)를 포함한, YPM 1930이라고 번호가 부여된 조그만 뼈 파편 수집품이었다. 1877년, 오스니얼 찰스 마시는 이 화석들에 "알로사우루스 프라길리스"라고 공식 명칭을 붙여 주었다. "알로사우루스"라는 학명의 유래는 고대 그리스어의 "특이한"의 뜻인 알로스(αλλος)와 "도마뱀"의 뜻인 사우루스(σαυρος)이다. "특이한 도마뱀"이라는 이름이 붙은 이유는, 발견 당시의 다른 공룡들과는 다른 척추골 구조를 가지고 있었기 때문이다. 종명 "프라길리스"는 척추골의 특성을 알기 쉽도록 "깨지기 쉬운"이라는 뜻의 라틴어에서 가져왔다. 이 뼈들은 캐논 시 북쪽 가든 파크의 모리슨층에서 수집된 것이다. 마시와 그와 경쟁 관계에 있던 에드워드 드링커 코프는 드문드문한 자료를 바탕으로 후에 알로사우루스의 하위 분류로 여겨지게 되는 여러 속들을 발견해 가는데, 여기에는 마시의 크레오사우루스 와 라브로사우루스, 코프의 에판테리아스 가 있다.

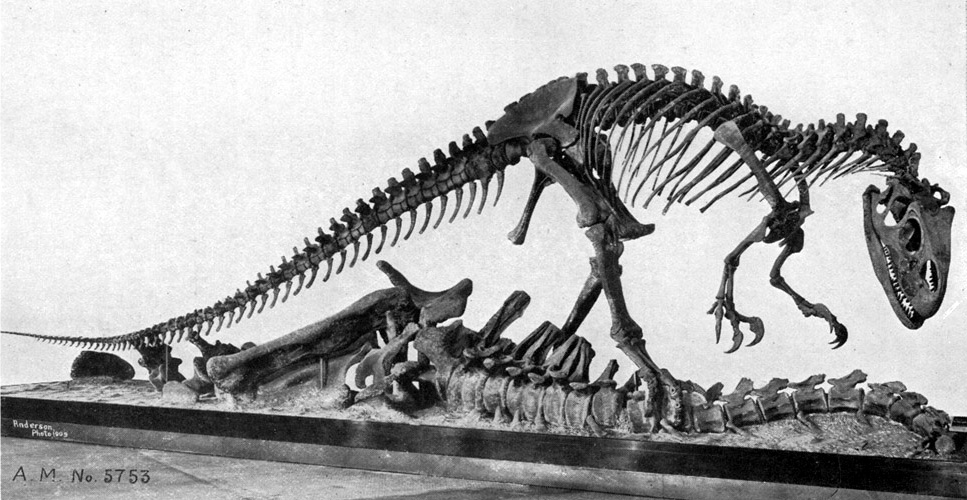
아파토사우루스의 시체를 뜯어먹는 자세의 AMNH 5753 골격.

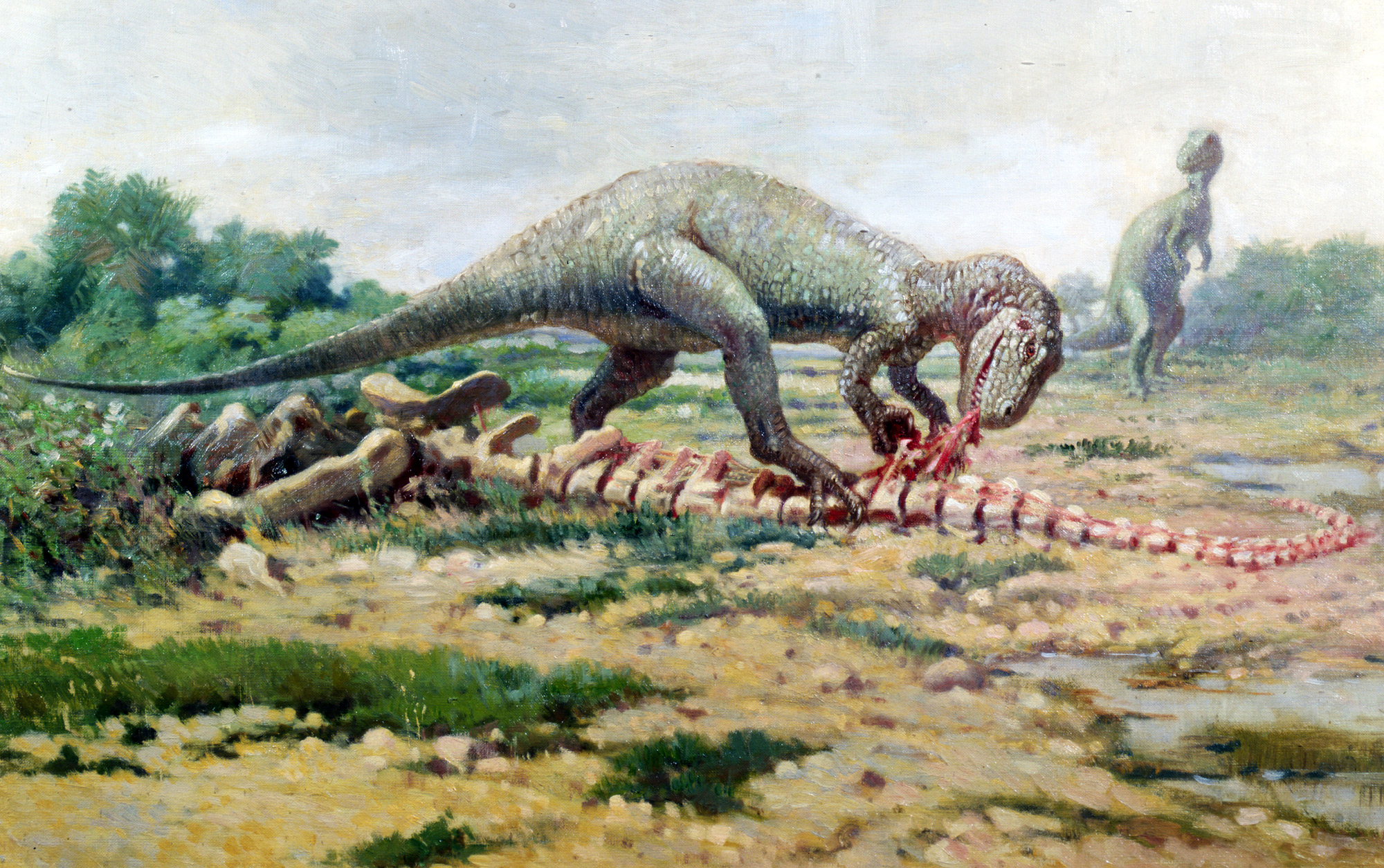
찰스 로버트 나이트의 AMNH 5753 복원도.

마시와 코프는 작업을 너무 서두른 나머지 자신의 발견(또는 아랫사람들의 발견)을 끝까지 살펴보지 않는 경우가 있었다. 예를 들어 벤저민 프랭클린 머지가 콜로라도에서 알로사우루스 모식 표본을 발견한 이후 마시는 와이오밍에서의 연구에 집중하기로 결정한다. 1883년 가든파크의 연구가 재개되었을 때, 마셜 펠치는 거의 완벽한 알로사우루스 화석과 많은 뼛조각들을 발견했다. 덧붙여, 코프의 부하 채집원 허벨이 1879년, 와이오밍의 코모 절벽 구역에서 표본을 발견했지만 외관상의 완성도에 대해서는 언급하지 않았고 코프는 이 표본을 절대 꺼내보지 않았다. 1903년, 표본이 끌러진 뒤(이미 코프가 죽은 지 몇 년이 흐른 뒤였음) 이 표본은 그때까지 알려진 수각류 화석 중 가장 완벽한 것들 중 하나였다는 것이 밝혀져 1908년 AMNH 5753로 목록에 오른다. 이것은 시체가 뜯어 먹혀 불완전해진 아파토사우루스 골격 위에 알로사우루스가 올라탄 유명한 표본으로, 찰스 로버트 나이트가 그와 같이 삽화를 그렸다. 최초의 바로 선 수각류 공룡 화석이어서 자주 삽화가 그려지거나 사진이 박혀 주목을 받았지만 과학적으로 설명된 적은 한 번도 없었다.

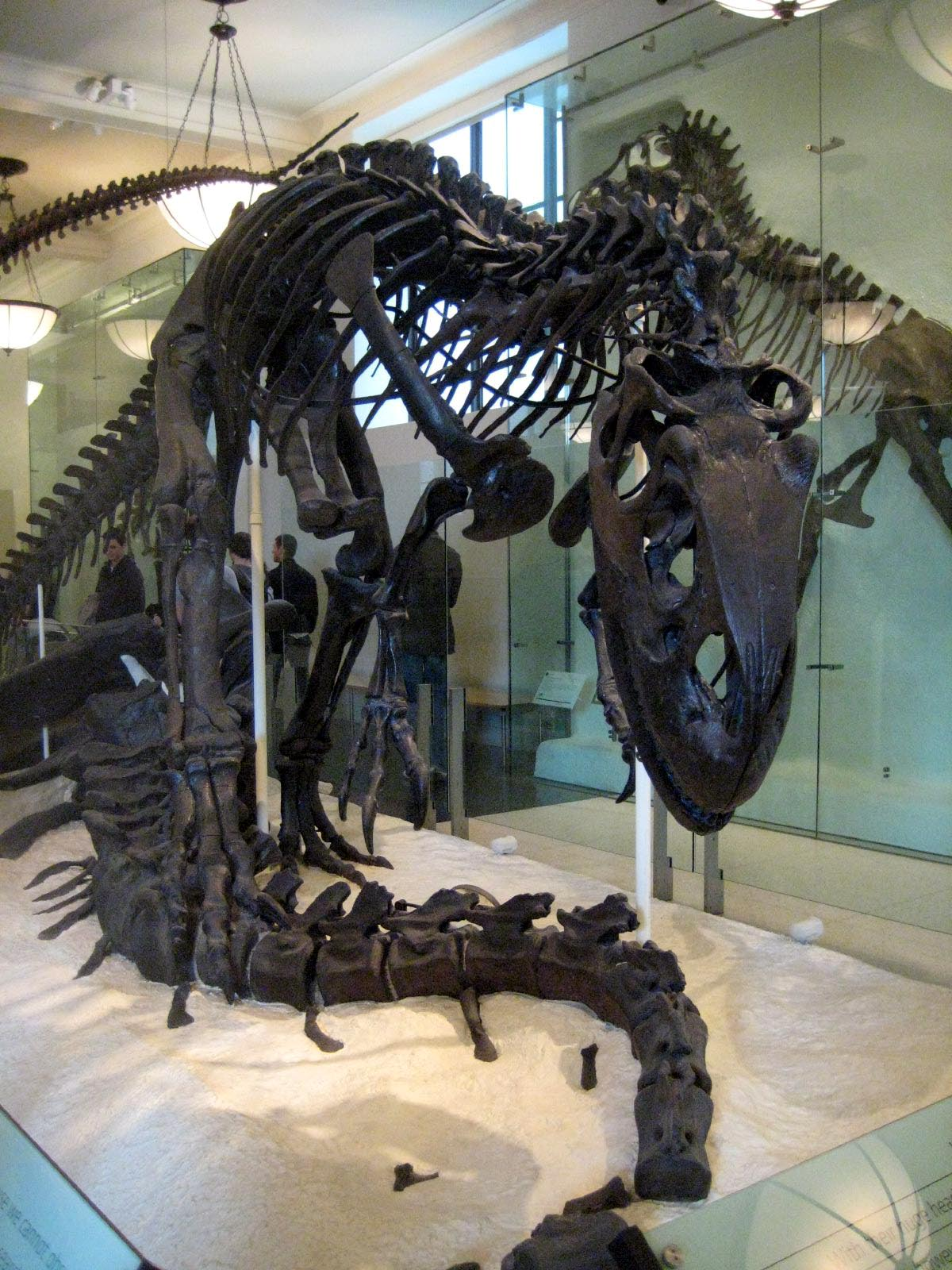
최근 AMNH 5753 사진.

마시와 코프의 간단한 기술로 인한 복잡한 상황과 초기에 붙여진 많은 이름들로 후의 연구는 혼란스러웠다. 이런 때에, 사무엘 웬델 윌리슨 같은 저술가들이 너무 많은 학명들이 만들어졌다고 지적했다. 예컨대, 1901년에 윌리슨은 마시가 알로사우루스와 크레오사우루스를 적절히 구분할 수 있었던 적이 없었다고 지적했다. 1920년에 찰스 휘트니 길모어가 뒤엉킨 상황을 정리하려는 가장 영향력 있는 시도를 시작했다. 길모어는 레이디에 의해 "안트로데무스"라고 이름 붙여진 꼬리 척추골이 알로사우루스의 것과 분간할 수 없으며, 선취권을 가진 더 전의 이름이므로 요컨대 안트로데무스가 우선적인 명칭이 되어야 한다는 결론에 도달했다. 안트로데무스는 50년 이상 근연속들의 이름으로 용인되었으나, 제임스 매드슨이 클리블랜드 로이드 표본을 출판하고, 안트로데무스는 설사 있다 해도 진단에 의한 특성과 지역적 정보가 불충분한 자료(예를 들면, 안트로데무스의 단일 뼈가 나온 지질적 지역이 알려지지 않았다)를 바탕으로 하였기에 알로사우루스가 사용되어야 한다고 결말지었다. "안트로데무스"는 길모어가 복원한 두개골과 매드슨이 복원한 두개골을 구분하기 위해 편의상 비공식적으로 사용되었다.

### 클리블랜드 로이드 탐사
클리블랜드 로이드 탐사라는 이름의 탐사작업이 1927년 이래로 유타주 에머리에서 산발적으로 이루어졌고, 1945년에 윌리엄 스톡스가 화석 산지 자체를 발견했지만, 대대적인 발굴작업은 1960년까지 이루어지지 않았다.
40곳에 가까운 기관의 협동 하에 1960년에서 1965년까지 수천 개의 뼈가 발굴되었다. 발굴된 것은 알로사우루스 유골이 대부분이었으며, 표본의 상태가 좋아 어떻게 이렇게 잘 보존되었는지도 의문이었다. 대부분의 뼈는 알로사우루스 프라길리스의 것이었으며(발굴된 74개 표본 중 최소 46개의 표본이 프라길리스의 것으로 밝혀졌다), 그곳에서 발견된 화석의 대부분이 탈구되고 섞여있는 상황이었다. 이 발굴장의 화석화 과정에 대해서 수십 개의 다양한 견해의 논문이 쓰였다. 이러한 견해 중에서는 개체들이 토탄 수렁에 엉켰다거나, 진흙에 빠졌다거나, 웅덩이에 빠졌다는 등 다양한 의견이 있었다.
대량의 알로사우루스 표본은 알로사우루스속의 종을 설명하는 데에 도움을 주었으며, 이는 알로사우루스를 수각류중 가장 잘 알려진 종으로 올려놓았다. 발굴된 표본은 다양한 나이와 몸길이 1미터 이하의 것을 포함해 다양한 크기의 개체의 표본이 발견되었다.
몸길이 12미터의 개체도 있었으며, 탈구는 발견된 뼈를 설명하는 데에 도움을 준다<.ref name=JM76/>

### 최근 활동
메드슨의 논문 발표 이후 알로사우루스 생태의 연구가 활발히 진행되고 있다. 이는 두개골간의 차이와 성장,, 두개골의 구조, 사냥법, 뇌, 군집성과 보육성의 가능성 등이다. 알로사우루스의 고표본 재분석 결과, 포르투갈에서의 새로운 발견, 다른 완성도가 높은 새로운 표본 이 이들을 연구하는 데에 도움을 주고 있다.

#### 빅 앨

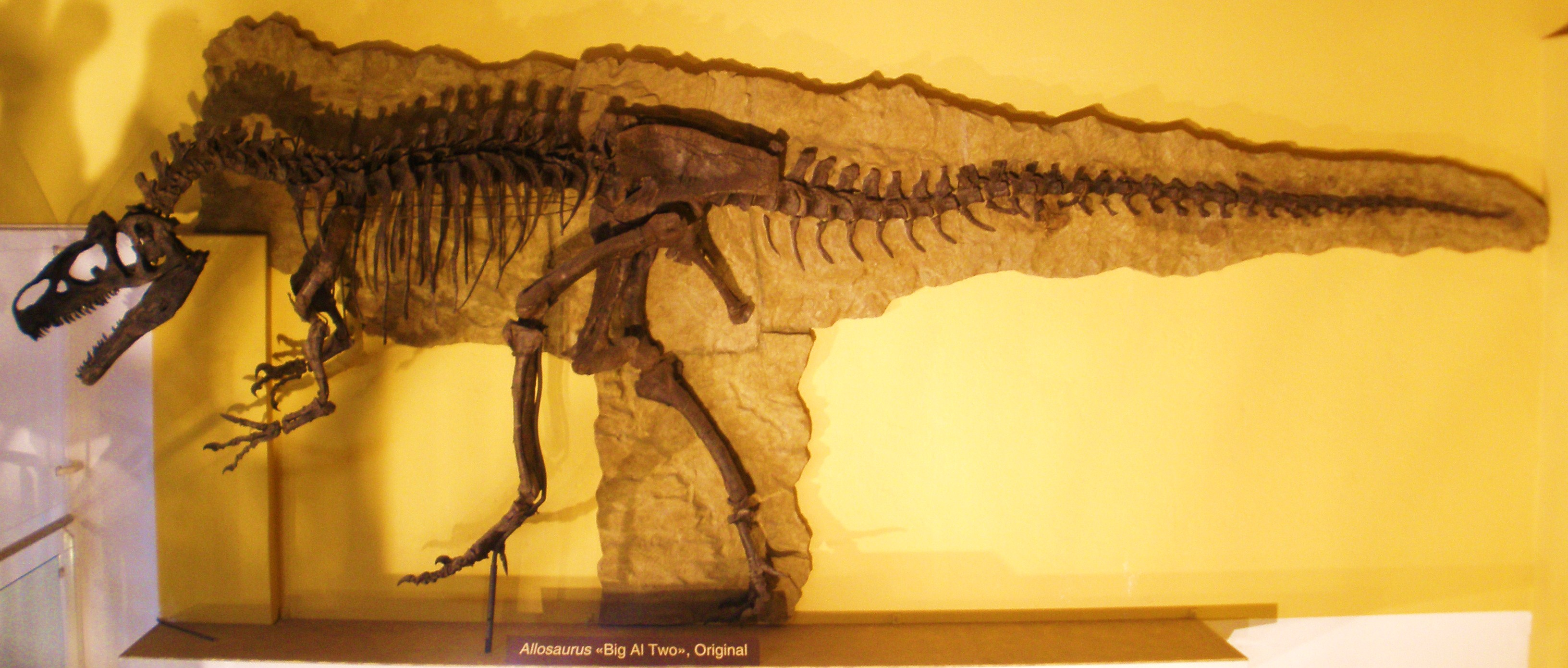
빅 앨 2호.

"빅 앨"은 알로사우루스 발굴에서 가장 중요한 것 중 하나로, 완성도가 95%였으며 복원된 몸길이는 8미터 정도였다. MOR 693으로 일컬어졌으며, 쉘에서 로키산맥 박물관과 와이오밍 대학교의 합동으로 발굴되었다.
 이는 커비 시버(Kirby Siber)가 이끄는 스위스 팀이 발견하였다. 같은 팀은 "빅 앨 2호"를 발견했으며, 이는 알로사우루스의 유골 중 가장 잘 보존되어 있는 것이다.
완성도와 보존상태, 과학적 중요성으로 MOR 693에게는 "빅 앨"이라는 별명이 붙여졌다. "빅 앨"은 알로사우루스 프라길리스의 평균 크기에도 못 미쳐 87% 정도밖에 자라지 못한 미성숙 개체였다. 이 개체는 1996년 브레이허프트에 의해 설명되었다. 19곳의 뼈는 깨져있었거나 감염이 되었다는 것을 보여주었으며, 이것이 "빅 앨"의 사인으로 추정된다. 감염된 뼈는 5개의 갈비뼈와 5개의 척추골, 다리에 있는 4개의 뼈였으며, 몇몇은 골수염에 감염되어 있었다. 가장 큰 문제는 오른발의 외상과 감염으로 추정되며, 이에 따라 오른발을 제대로 쓸 수 없어 절뚝거리며 걷다가 결국에 다른 발까지 부상을 입었던 것이다.

## 분류학적 사실

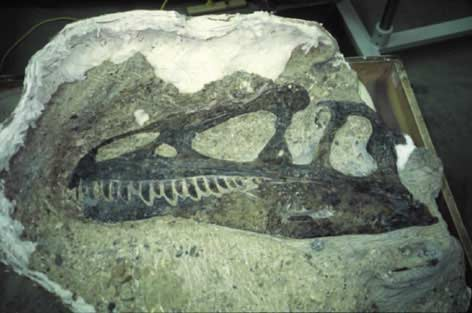
알로사우루스 짐마드세니의 두개골

알로사우루스속에 얼마나 많은 종이 있었는지는 알 수 없다. 1988년 이래 일부만 지속적으로 유효한 것으로 간주되긴 하지만, 잠재적으로 7개 종(알로사우루스 암플렉수스, 알로사우루스 아트록스, 알로사우루스 에우로파이우스, 모식종 알로사우루스 프라길리스, 아직 공식적으로 설명되지 않은 알로사우루스 짐마드세니, 알로사우루스 막시무스, 그리고 알로사우루스 텐다구렌시스)이 인정받고 있다. 덧붙여, 적어도 10개의 애매하거나 미기술된 종이 알로사우루스속에 속해 있다. 가장 최근의 테타누레하목의 수각류들에 대한 재조사에서는, 오직 프라길리스(분류상 이명으로서 암플렉수스와 아트록스도 포함)와 짐마드세니(익명의 종) 그리고 텐다구렌시스만이 잠재적으로 유효한 종으로 인정되었다. 에우로파이우스는 아직 제안되지도 않았으며 막시무스는 사우로파가낙스속으로 분류되었다.
알로사우루스 암플렉수스, 알로사우루스 아트록스, 알로사우루스 프라길리스, 알로사우루스 짐마드세니, 그리고 알로사우루스 막시무스는 모두 미국 모리슨층의 키메리지엔 ~ 쥐라기 후기 티톤조 시기 화석 연구로 밝혀진 것으로 콜로라도, 몬태나, 뉴멕시코, 오클라호마, 사우스다코타, 유타, 와이오밍 등지에 산재해 있으며 알로사우루스 프라길리스가 최소 60개체 화석으로 가장 잘 알려져 있다
1980년대 이후로 모리슨층에 알로사우루스 아트록스라는 종이 추가로 있을 가능성에 대해 논의가 지속되고 있지만, 최근 연구 결과는 그 가능성을 제외시켰으며, 표본간의 차이는 단순히 개채간의 차이로 해석되었다. 알로사우루스 에우로파이우스는 포르투갈에 위치한 로리녜 지층의 키메리지엔 시대 암석에서 발견되었지만, 알로사우루스 프라길리스와 같을 가능성도 있다. 알로사우루스 텐다구렌시스는 탄자니아 므트와라지역 덴다구루에 위치한 키메리지엔 암석에서 발견되었다. 최근 연구 결과는 이들을 잠정적으로 알로사우루스의 한 종으로 보지만, 기초 테타누라의 일종, 또는 불명확한 수각아목의 일종일수도 있다. 비록 불분명하지만 표본은 아마도 몸길이 10미터에 몸무게 2.5톤인 대형 수각아목이었을 것이다.

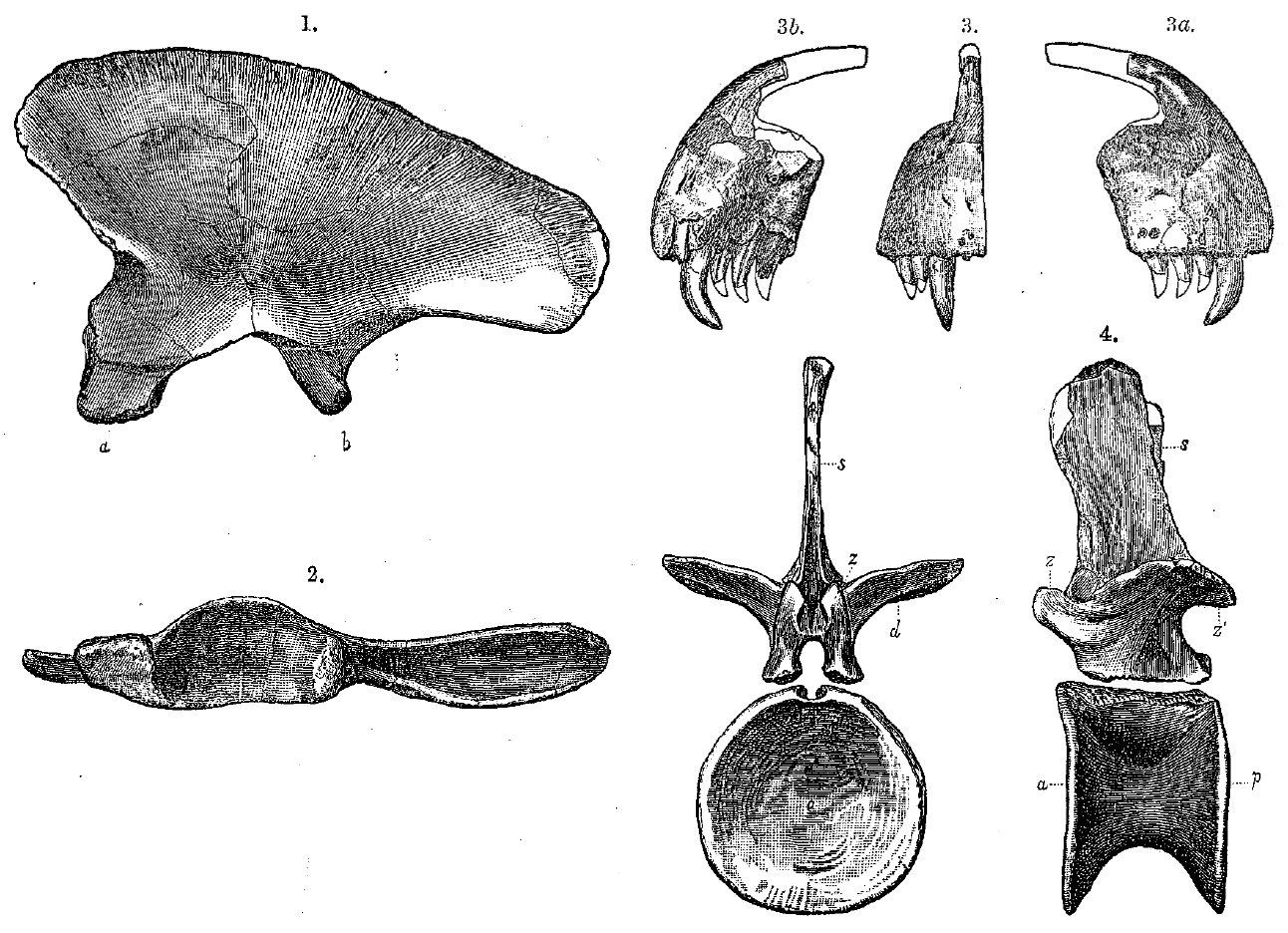
크레오사우루스 아트록스(Creosaurus atrox)의 정기준 표본.

안트로데무스, 크레오사우루스, 에판테리아스, 라브로사우루스 등은 알로사우루스의 이명으로 여겨지고 있다. 알로사우루스 프라길리스의 동의어로 여겨지는 대부분의 종이나 알로사우루스속에 잘못 분류된 종은 불분명하며 확실하지 않은 자료에 의존한 것이다. 하나의 예외는 라프로사우루스 페록스인데, 이는 1984년 마시에 의해 이상하게 생긴 밑턱과 턱 끝에 보이는 큰 이빨 틈새로 인해 이름 붙여졌다. 이후 연구자들은 살아있는 동물의 부상을 예를 들어 이들의 뼈의 이상적인 형태는 병적인 것이며 뼈의 뒷부분의 이상 형태는 조립 과정에 생긴 착오라고 하였다. 이는 이제 들어서는 알로사우루스 프라길리스의 표본으로 여겨진다. 알로사우루스의 것으로 추정되는 표본은 오스트레일리아, 시베리아, 스위스 같은 전 세계에서 발견되지만, 이들은 재분석을 통해 다른 공룡의 것으로 밝혀졌다.
알로사우루스 프라길리스의 모식종 표본(목록 번호 YPM 1930)이 전체적으로 박살난 상태고 불완전한 척추뼈, 팔뼈와 갈비뼈 파편, 이빨 몇 개만으로 이루어져있기 때문에 동의어의 문제가 불거졌다. 이 때문에 많은 과학자들이 이 표본 자체가 의심스럽다고 해석하고 있으며, 이에 따라 ‘알로사우루스’라는 속명 자체, 적어도 ‘알로사우루스 프라길리스’라는 종은 의문명(nomen dubium; 다른 명확한 표본과 비교해 너무 불완전한 표본에 바탕해 명명된 학명)이 되어버릴 가능성이 있다. 이 상황을 해결하기 위해서 조지 S. 폴과 케네스 카펜터는 2010년에 국제 동물학 명명법 위원회에 학명이 보다 완벽한 표본인 USNM 4734를 신기준 표본으로 내세우고, 프라길리스라는 학명을 이 표본을 가리키는 것으로 바꾸자는 탄원서를 제출했다. 이 요구는 현재 동료평가를 기다리고 있다.

## 생태학적 사실

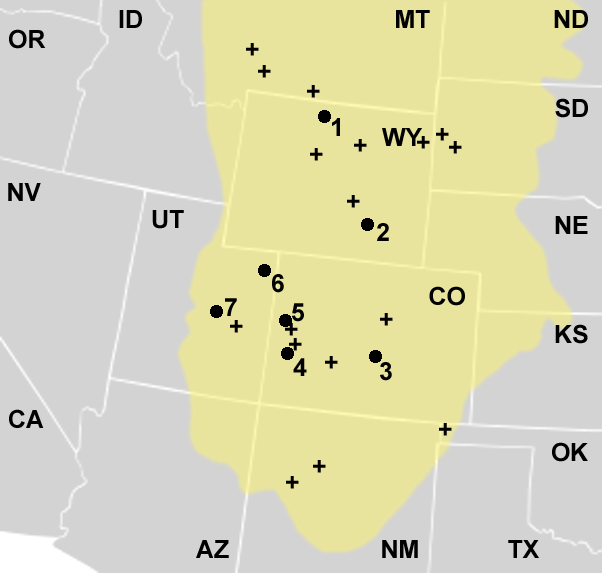
알로사우루스 화석이 발견되는 모리슨층의 위치(황색). 1번이 빅 알 발굴지이고, 7번이 클리블랜드 로이드 탐사장이다.

알로사우루스는 미국 서부의 광활한 화석 함유 암석 지대 모리슨층의 수각류 표본 중 70 ~ 75%를 차지하는 가장 널리 알려진 대형 수각류였으며, 그 나름대로 모리슨 먹이사슬의 영양 단계 정점에 있었다. 모리슨층은 우기와 건기가 뚜렷했던 스텝 기후 환경에 평평한 범람원이었던 것으로 해석되고 있다. 식물의 식생은 구과식물, 나무고사리, 고사리의 삼림부터 나무가 드문 고사리 사바나까지 다채로웠다.
모리슨층은 녹조식물, 균류, 선태식물, 속새식물, 양치식물, 소철류, 은행나무 및 구과식물의 여러 과의 화석이 있는 풍부한 화석 사냥터였다. 발견된 다른 화석들은 이매패류, 달팽이, 조기어류, 개구리, 도롱뇽, 거북, 옛도마뱀, 도마뱀, 악형초목, 익룡, 공룡, 그리고 양치목, 다구치목, 대칭치목, 삼구치목과 같은 초기 포유류가 있다. 모리슨에서 발견된 공룡은 수각류 공룡으로 케라토사우루스, 오르니톨레스테스, 사우로파가낙스, 토르보사우루스가 있고, 용각류 공룡으로 아파토사우루스, 브라키오사우루스, 카마라사우루스, 디플로도쿠스가 있으며, 조반목 공룡으로 캄프토사우루스, 드리오사우루스, 스테고사우루스가 알려져 있다. 알로사우루스가 발견되는 포르투갈의 쥐라기 후기 지층은 모리슨층과 비슷하게 해석되지만 바다의 영향을 강하게 받았다. 모리슨층의 공룡들은 대부분 포르투갈 지층과 같은 속들(알로사우루스, 케라토사우루스, 토르보사우루스, 아파토사우루스)이거나 매우 닮았다.(브라키오사우루스, 루소티탄, 캄프토사우루스, 드라코닉스)

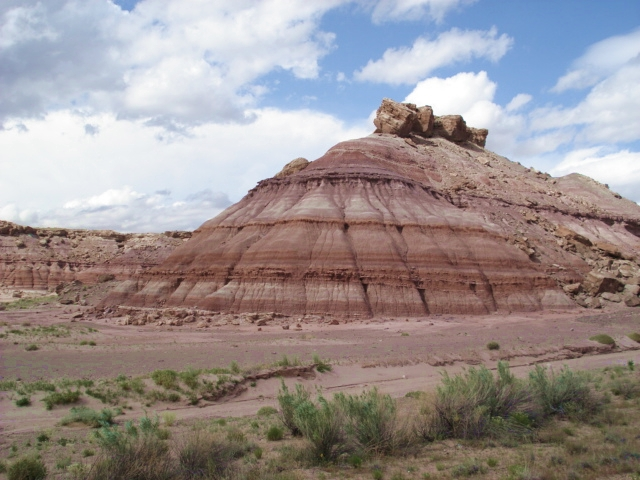
콜로라도고원 유타주 부분의 그린 강의 서쪽의 모리슨 재단의, 노출된 브러시 분지층원.

미국과 포르투갈, 두 쪽의 알로사우루스들은 모두 대형 수각류 케라토사우루스, 토르보사우루스와 동시대에 살았고, 해부학과 화석 위치에 기초하여 이 셋은 각기 다른 생태적 지위를 가지고 있었던 것으로 보인다. 케라토사우루스와 토르보사우루스는 물 주위에서 활동하기를 선호했고, 삼림과 덤불 지대에서 활동하기에 유리한 낮고 마른 체형을 가지고 있었다. 이에 반해 알로사우루스는 빠르지만 기동성은 낮은 보다 탄탄하고 긴 다리를 가졌으며 건조한 범람원을 선호했던 듯하다. 토르보사우루스보다 잘 알려진 케라토사우루스는 길고 좁은 두개골과 넓은 이빨을 가지고 있어, 기능적 해부학 측면에서 알로사우루스와 눈에 띄게 다르다. 알로사우루스의 치골에 케라토사우루스나 토르보사우루스 같은 다른 수각류의 이빨자국이 있는 삽화에서 보듯, 알로사우루스 자체도 다른 육식 동물들의 먹이가 되었을 수 있다. 몸속 뼈(몸통의 아래쪽 가장자리에 있으며, 다리에 의해 불완전하게 보호되는)의 위치와 그 뼈가 골격 중 최대 크기였다는 사실은 알로사우루스가 썩은 고기를 먹었을 수 있다는 것을 나타내고 있다.
아시아에서는, 아직까지 공룡 관련 연구가 크게 활성화되지 않았지만 아직 발굴되지 않은 다수의 화석이 잠재해 있는 대한민국이 알로사우루스와 다른 10여종 공룡들의 서식지일 가능성이 크다.

## 생물학적 사실

### 생활사

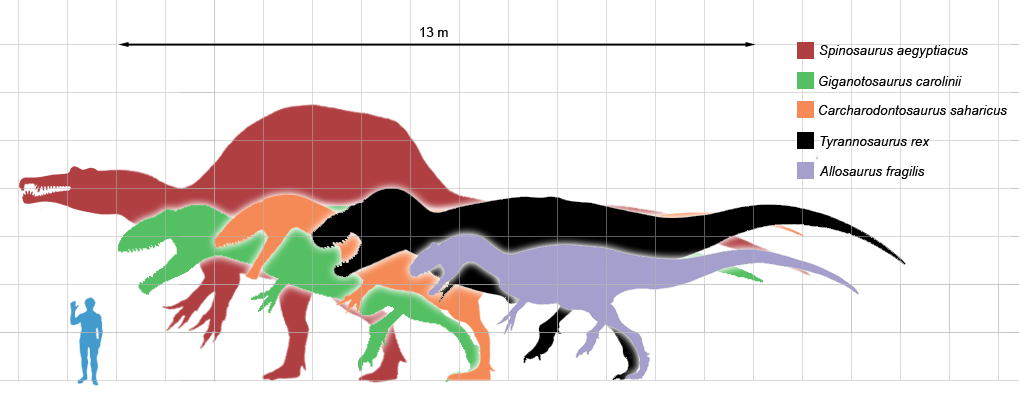
다른 공룡과 비교한 알로사우루스의 크기.
(큰 것부터 작은 순으로)
스피노사우루스 이집티아쿠스
기가노토사우루스 카롤리니
카르카로돈토사우루스 사하리쿠스
티라노사우루스 렉스
알로사우루스 프라길리스

다양한 연령대의 알로사우루스 화석이 비교적 풍부하게 발견되기에 과학자들은 이들이 어떻게 자라고 얼마나 오래 살았는지를 잘 추정할 수 있다. 가장 어린 개체로는 알까지 발견되며, 콜로라도에서 발견된 표본은 알로사우루스의 것으로 여겨진다. 다리뼈의 비교분석에 의하면 알로사우루스의 최대수명은 22-28년으로 추정된다. 같은 조사방법에 의하면 성숙하기까지는 15년이 걸리며, 어림잡아 성장률은 1년에 150킬로그램이다.
티라노사우루스 렉스와 텐노토사우루스에 이르는 다양한 공룡에 존재하던 경수질 또한 최소 1개 알로사우루스 표본(클리블랜드-로이드 탐사에서 발굴한 개체의 경골)에서 발견되었다. 이는 현재 암컷 새에게서만 발견되며, 산란할 때 알에 칼슘을 공급하는 역할을 하고 있다. 알로사우루스에서 경수질의 존재여부는 개체의 성별과 암컷의 성적 성숙여부를 보여준다. 성장선을 셈으로써 이 표본이 죽을 때 나이는 10살이었으며, 알로사우루스의 성숙은 10년 안에 일어난다는 결과가 나왔다.
뒷발이 거의 완전히 보존된 어린 개체의 발견은 알로사우르스가 어릴 때 상대적으로 다리가 길고 넓적다리가 다른 다리 부분에 비해 짧았음을 말해준다. 이러한 차이점은 어린 개체는 상대적으로 빨라 다른 사냥법을 사용했을 것을 짐작하게 하며, 어릴 때는 사냥감을 쫓아가 잡았다가 성숙할수록 큰 사냥감을 매복하였다가 잡는 식으로 바뀐다는 것을 추정할 수 있게 한다. 넓적다리뼈는 성장함에 따라 굵고 넓어지며, 근육이 짧아짐에 따라 위치가 변함에 따라 다리 단면은 점점 찌그러진 원 모양이 된다. 이는 어린 개체는 성숙한 개체보다 더 수월하게 다리를 움직일 수 있게 하였다는 것을 의미한다.

### 먹이

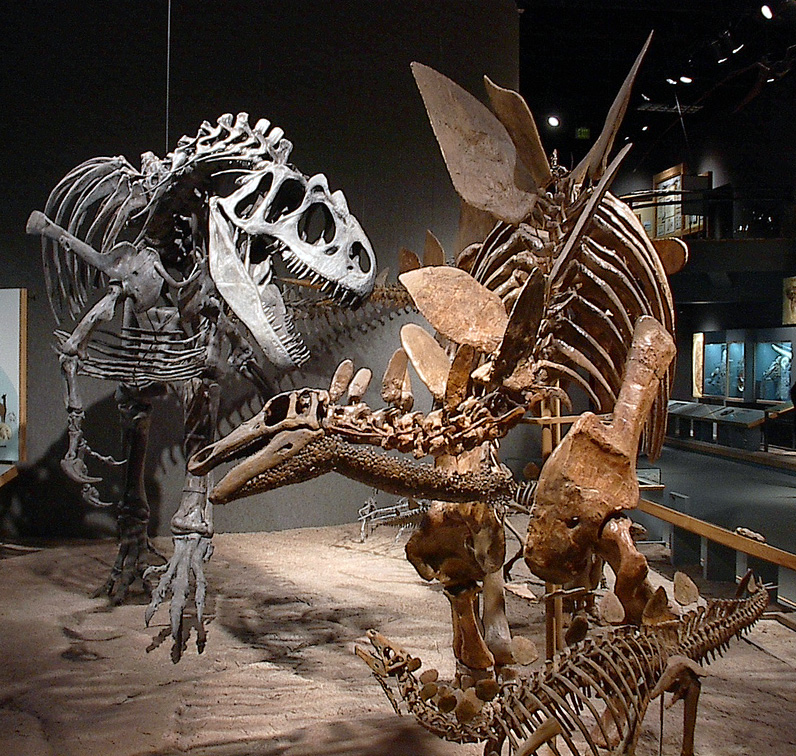
덴버의 박물관에 있는 알로사우루스와 스테고사우루스의 뼈.

고생물학자들은 알로사우루스가 대형 동물의 포식자라는 학설을 받아들이고 있다. 용각류 공룡 화석에 난 알로사우루스의 이빨에 꼭 맞는 스크래치와 용각류 뼈와 함께 발견되는 알로사우루스 이빨로 미루어 보아 알로사우루스는 새끼나 아성체 용각류 공룡들을 산 채로 잡아먹거나 시체를 청소했을 가능성이 있어 보인다. 알로사우루스의 꼬리 척추 일부에 스테고사우루스의 꼬리 가시에 들어맞는 구멍이 나 있고, 스테고사우루스의 목에는 알로사우루스의 주둥이를 의미하는 U자형의 상처가 난, 알로사우루스가 스테고사우루스를 공격하는 극적인 화석도 있다. 그러나 1988년 그레고리 폴의 기록에 따르면, 알로사우루스는 무리를 짓는다는 가정 하에도 완전히 다 자란 용각류의 상대는 되지 못했던 듯하다. 또 다른 가설은 알로사우루스는 다 자란 개체보다 어린 개체 사냥을 선호했다는 것이다. 1990년대와 2000년대의 연구는 이 질의에 대해 다른 해답을 찾은 듯하다. 로버트 T. 바커는 알로사우루스에서 턱 근육의 축소, 목 근육의 증대, 극단적으로 큰 크기로 벌릴 수 있는 입과 같은 신생대의 스밀로돈이나 호모테리움와 비슷한 적응 형태를 발견했다. 알로사우루스에게는 검치가 없긴 하지만, 바커는 목과 턱의 적응을 이용한 공격 형태를 시사했다. 외관상의 짧은 이빨은 작은 톱니 같은 모양으로 위턱에 나 있는 톱과 같아, 먹이를 몰아넣는 역할을 했을 것이다. 이런 턱의 형태는 더 큰 먹이에 대해 먹이를 약화시킬 목적으로 가차 없이 내리 베는 공격을 가능케 했다.

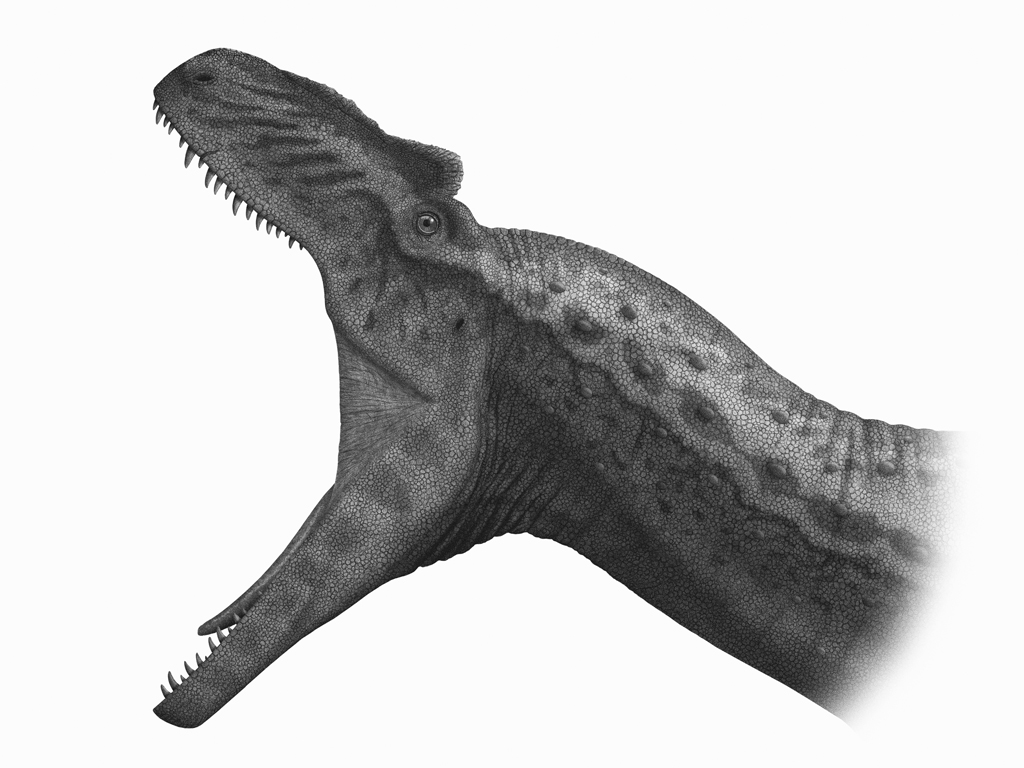
바커와 레이필드의 이론에 바탕한 알로사우루스의 공격 상상도.

알로사우루스의 두개골에 유한요소법을 사용한 다른 연구에서도 비슷한 결과가 나왔다. 생물역학적 분석에 따르면, 머리는 매우 강력했지만 무는 힘은 상대적으로 약했다. 알로사우루스는 턱근육만을 이용해서 2,148 N의 무는 힘을 낼 수 있는데, 이것은 악어의 13,000 N, 사자의 4,167 N, 표범의 2,268 N보다 약한 힘이다. 그러나 머리는 치열에 수직으로 거의 55,500 N의 힘을 견딜 수 있었다. 작자들은 알로사우루스가 뼈까지 손상시킬 수 있는 티라노사우루스와 달리, 입을 벌린 채 이빨로 내리 베며, 뼈는 부러뜨리지 않는 대신 찢어 쳐 죽였을 것이라고 시사했다. 또한 그들은 알로사우루스의 머리 구조가 먹이에 따라 다른 전략 구사를 가능케 했다고 시사한다. 두개골은 작고 빠른 조각류를 공격할 수 있을 만큼 가벼우면서도 검룡이나 어린 용각류 같은 큰 먹이에게 격렬한 습격을 가할 수 있을 정도로 강력했다. 이 해석은 이와 같은 방법으로 공격하는 현생 동물을 찾지 못하고, 알로사우루스가 몸부림치는 먹이에게서 압감을 받을 때 열린 구조로 이를 상쇄할 수 있기 하기 위해 두개골이 강력했다고 생각하는 다른 연구자들에 의해 이의가 제기되었다. 원 저자들은 알로사우루스 그 자체로 동등한 현생 동물이 없으며, 치열은 공격에 적합하고, 두개골에 대한 해결하기 어려운 비판 이론은 사실 구개 보호와 압감을 줄이기 위해서라고 주장했다. 큰 먹이를 다루었을 때의 또 다른 가능성은 알로사우루스가 포식자를 들이받아 버릴 능력이 있는 살아있는 용각류의 육체를 물어뜯을 수 있어 먹이를 완전히 처치하는데 수고가 들지 않았고, 또한 이 계획에 따르면 잠재적으로 먹이가 회복되게 하여 비슷한 방법으로 저장을 했다는 것이다. 또한 부가적으로, 조각류가 입수 가능한 가장 흔한 공룡 먹이였고, 알로사우루스는 조각류들을 현생 대형 고양이과 동물과 비슷하게 먹이를 앞다리로 붙잡고 기관지를 부러뜨리기 위해 목을 수번 물어뜯는 방법으로 제압했을 것이다. 이것은 알로사우루스의 앞다리가 먹이를 제압할 수 있을 만큼 강력했다는 다른 증거들과도 부합한다.
눈, 팔다리를 포함한 다른 국면에서, 알로사우루스의 두개골의 모양으로 시야는 20°로 제한되어 현생 악어목 동물에 비해 시야가 좁은 쌍안시였을 것이다. 악어와 비교하면, 이 정도는 먹이와의 거리 및 공격 시간을 판단하는데 충분하다. 다른 수각류와 비교해서 앞다리는 먼 곳의 먹이를 붙잡기와 가까운 먹이를 움켜쥐는데 모두 적합했고, 고리 발톱 관절은 이들이 물체를 낚을 수 있었다는 것을 보여주고 있다. 마지막으로, 알로사우루스의 최고 속력은 시속 30 ~ 55 km 정도로 생각된다.

### 사회 생활
오랫동안 일반 방송 매체 등에서는 알로사우루스가 무리를 지어 큰 공룡을 사냥한 것으로 여겼다. 로버트 T. 바커는 이들의 사회 생활을 보육까지 확장시켰으며, 파손된 이빨과 먹이가 되는 동물에서 발견된 씹힌 자국은 다른 동물이 먹이를 가로채는 것을 방해하고 새끼에게 먹이를 배달했던 증거라고 하였다. 그러나 이들이 군집을 이루었다는 것에 대해서는 별다른 증거가 없으며, 같은 종 사이에서는 오히려 적대적이었을 수도 있다. 서로 머리를 물어뜯는 행동은 무리에서 우두머리를 정하거나 영토싸움을 하는 과정에서 일어난 것으로 보인다.
알로사우루스는 무리를 지어 사냥했을 것이나, 최근 연구 결과에 따르면 그와 반대로 다른 이궁아강의 종처럼 서로 공격적인 태도를 보였을 것이라는 결과가 나왔다. 한 연구에서는 개체보다 큰 개체를 사냥할 때 보여주는 협동 작업을 주시했다. 많은 현존 이궁아강종은 자신만의 범위를 정하며 같은 종이라도 영역을 침범하면 잡아먹을 것이다. 이는 클리블랜드-로이드 탐사에서 발견된 알로사우루스 화석 무리는 죽은 동료 주위에 모여 싸우다가 서서히 죽었을 것이라는 것을 추정할 수 있게 한다. 이는 또한 미성숙 개체가 현장에서 많은 것을 설명할 수 있다. 이러한 현상은 악어나 코모도왕도마뱀이 먹이가 많은 장소에 모였을 때 미성숙 개체가 많이 죽는 것에서도 보인다. 이는 바커가 발견한 표본에도 적용될 것이다. 알로사우루스가 동족을 잡아먹었다는 증거는 있으며, 갈비뼈 조각에서 발견된 이빨, 견갑골에 발견된 이빨자국, 그리고 바커가 발견한 현장에서 발견된 서로 해쳤던 흔적이 있는 뼈 등이다.

### 뇌와 지능
내분비선의 CT 조사 결과 다른 지배파충류 동물보다 크로커다일에 더 가까운 것으로 나타났다. 전정계의 조사 결과 두개골은 거의 수평으로 받쳐졌다. 내이의 구조는 크로커다일과 비슷하며, 따라서 알로사우루스는 주파수가 낮은 소리를 잘 듣는 반면에 작은 소리를 듣는 데에는 어려움을 겪었을 것으로 생각된다. 후각골수는 컸으며, 따라서 냄새를 맡는 데에는 적합한 것으로 보이지만, 냄새를 구별하는 범위는 좁았을 것으로 생각된다.

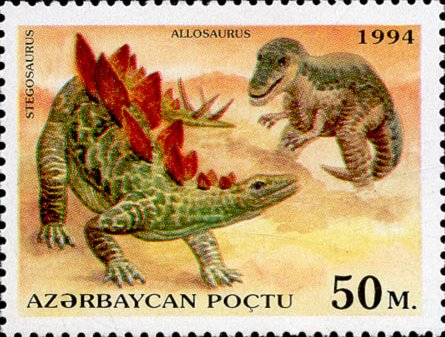
아제르바이잔의 우표. 알로사우루스와 스테고사우루스가 그려져 있다.

## 대중문화에서
알로사우루스는 대중문화에서 티라노사우루스 렉스와 함께 전형적인 왜소한 육식 공룡으로 받아들여져왔다. 여기에는 1976년 클리블랜드-로이드 공룡 탐사에서 많은 개체가 발굴되었고, 박물관에서 흔히 볼 수 있게 되었다. 당시 클리블랜드-로이드 탐사에서 발견된 알로사우루스 개체는 3 대륙, 8개 나라의 38개 박물관에서 전시되고 있다. 또한 알로사우루스는 유타주의 주 상징 화석이다.
알로사우루스는 20세기 초반부터 대중문화에 자주 등장했다. 아서 코난 도일의 1912년도 소설인 《잃어버린 세계》와 이 작품을 영화화한 최초의 공룡 영화 1925년 동명 영화에서 최상의 포식자로 등장한다. 또한 1956년에 개봉한 영화 《홀로우 산의 짐승》과 서부 영화와 공룡을 혼합한 1969년 영화 《그왕기 협곡》에서 주요 동물로 등장한다. 이외에도 여러 다큐멘터리에 등장하며, 대개 중요한 탐사와 "빅 앨"에 대한 자세한 이야기를 보여주곤 한다. 원피스의 X 드레이크, 디지몬 시리즈의 알로몬의 모델로 등장한다.